# A LÁEV járműparkja

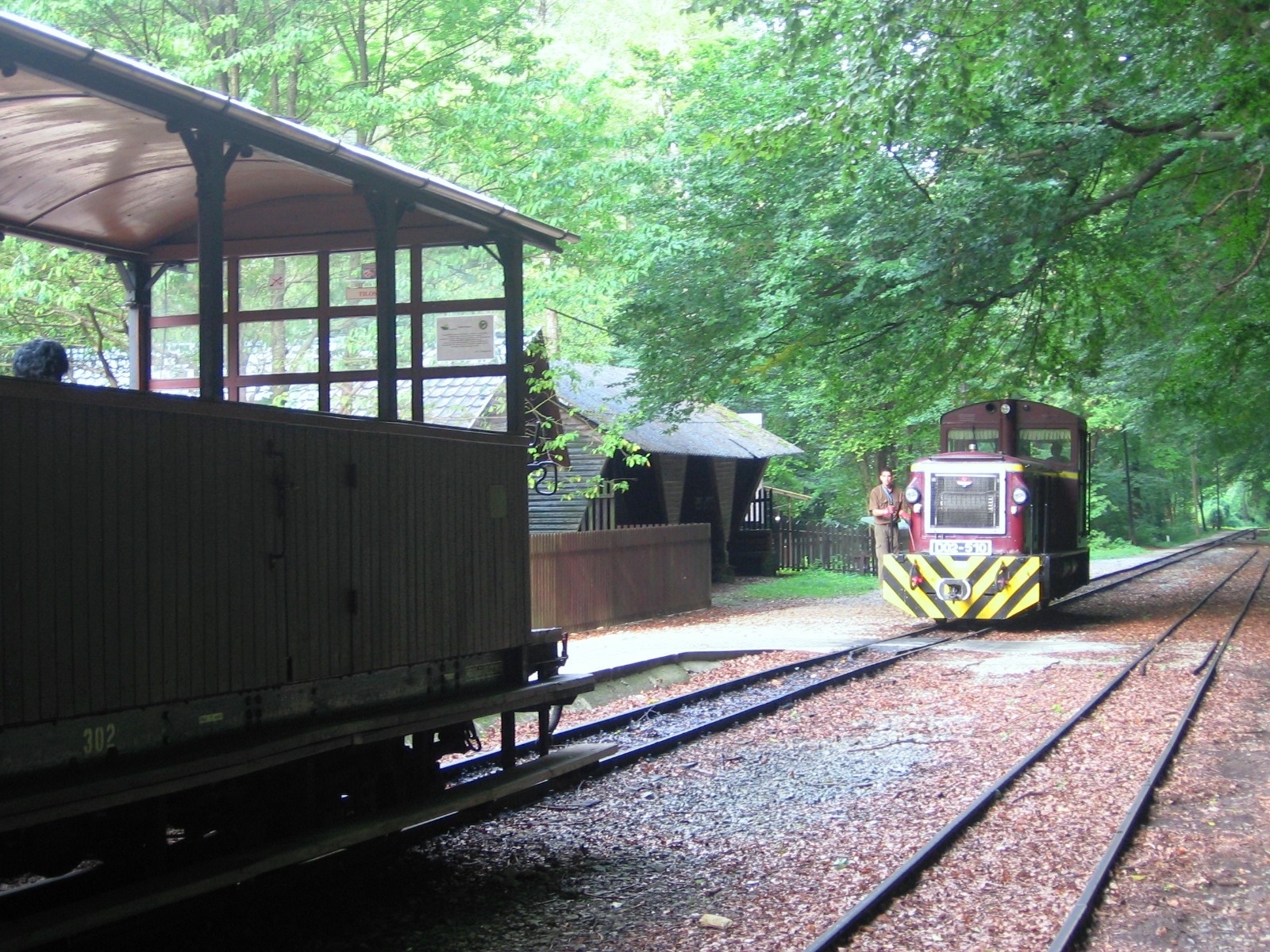
A D02-510 pályaszámú mozdony járja körül Kis MÁV kocsijait

A Lillafüredi Állami Erdei Vasutat 1920. november 14-én adták át. A járműparkja kezdetben csak gőzmozdonyokból és teherkocsikból állt. A személyszállítás már igen hamar, 1923-ban megindult, így új személykocsik vásárlása is szükségessé vált. 1925-ben érkeztek meg az első személykocsik, melyek még ma is üzemelnek..
Az igazi áttörést a motorvonatok megérkezése jelentette. 1929-ben állt szolgálatba az Ab amot-1 és Ab amot-2 motorkocsi 5 motor-mellékkocsival. Ezek a maguk korában csúcstechnológiát képviseltek. A ma már elbontott Ab amot-1 jármű kivételével ma mindegyik jármű a Gyermekvasúton szolgál.
A gőzvontatás 1972-ben szűnt meg, ezután csak a motorvonatok, valamint dízelmozdonyok maradtak forgalomban. Az utolsó gőzmozdonyt megőrizték, ám ma sajnos nem üzemképes, így Majláthon látható kiállítva.
Fontos megjegyezni, hogy az itt feltüntetett pályaszámok az előírások miatt már nem minden esetben tükrözik a járműveken látható pályaszámokat, hiszen azokat 2019-ben nagyvasúti szabványszámokra cserélték, kocsitípus megjelöléssel (pl: nyitott kocsik: Cpu). A LÁEV eredeti számozási rendszerétől idegen pályaszámozás bár kötelező érvénnyel feltüntetésre került a járműveken, azok mellett eredeti számozásuk is megjelenik, így az itt feltüntetett számok alapján minden jármű továbbra is beazonosítható.
Az összes itt szolgáló jármű nyomtávolsága 760 mm.

## Gőzmozdonyok

#### MÁVAG 135 szerkezet (Kv-4)

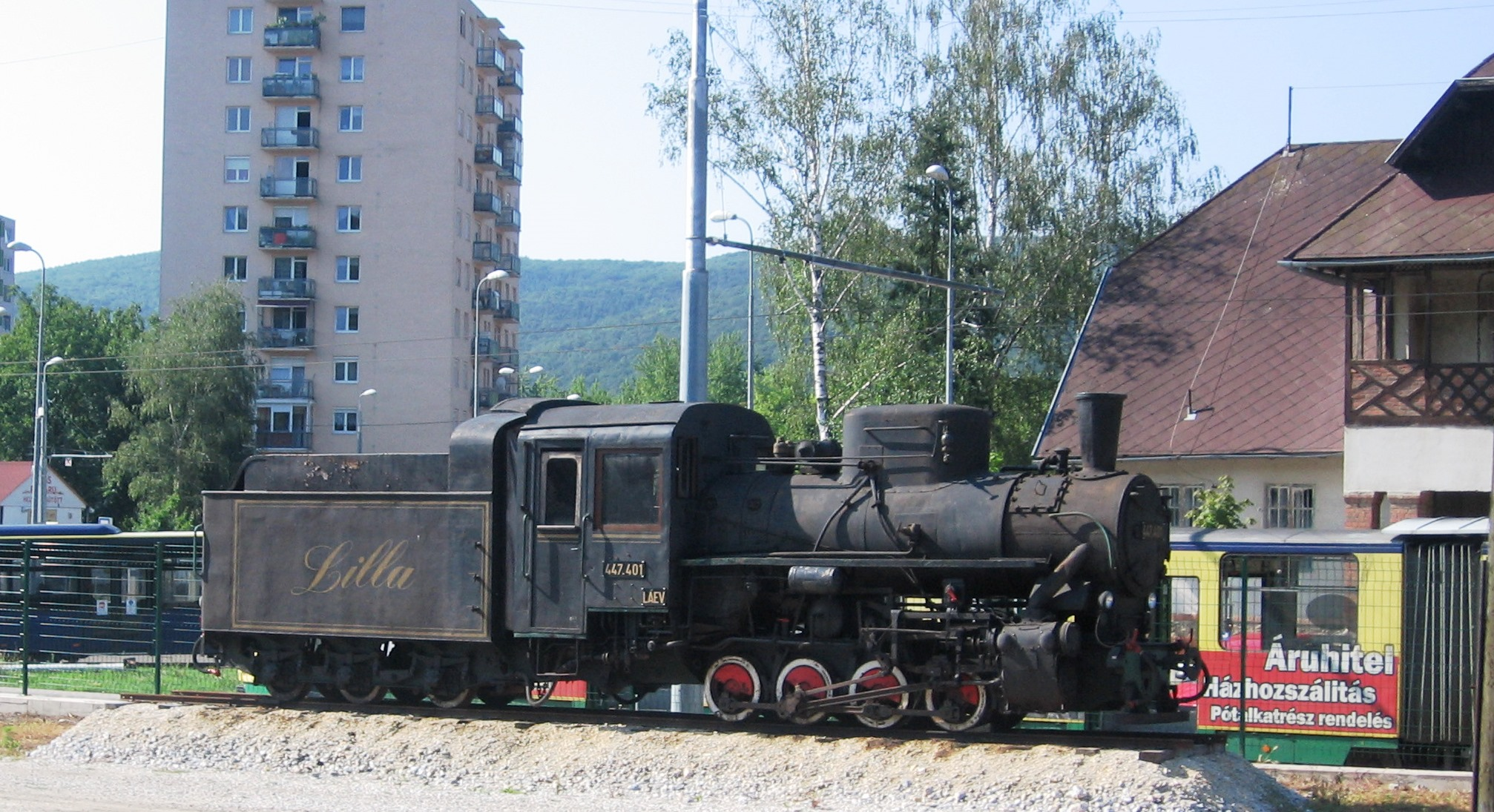
Lilla 2014 nyarán Diósgyőr-Majláth forgalmi telepen kiállítva

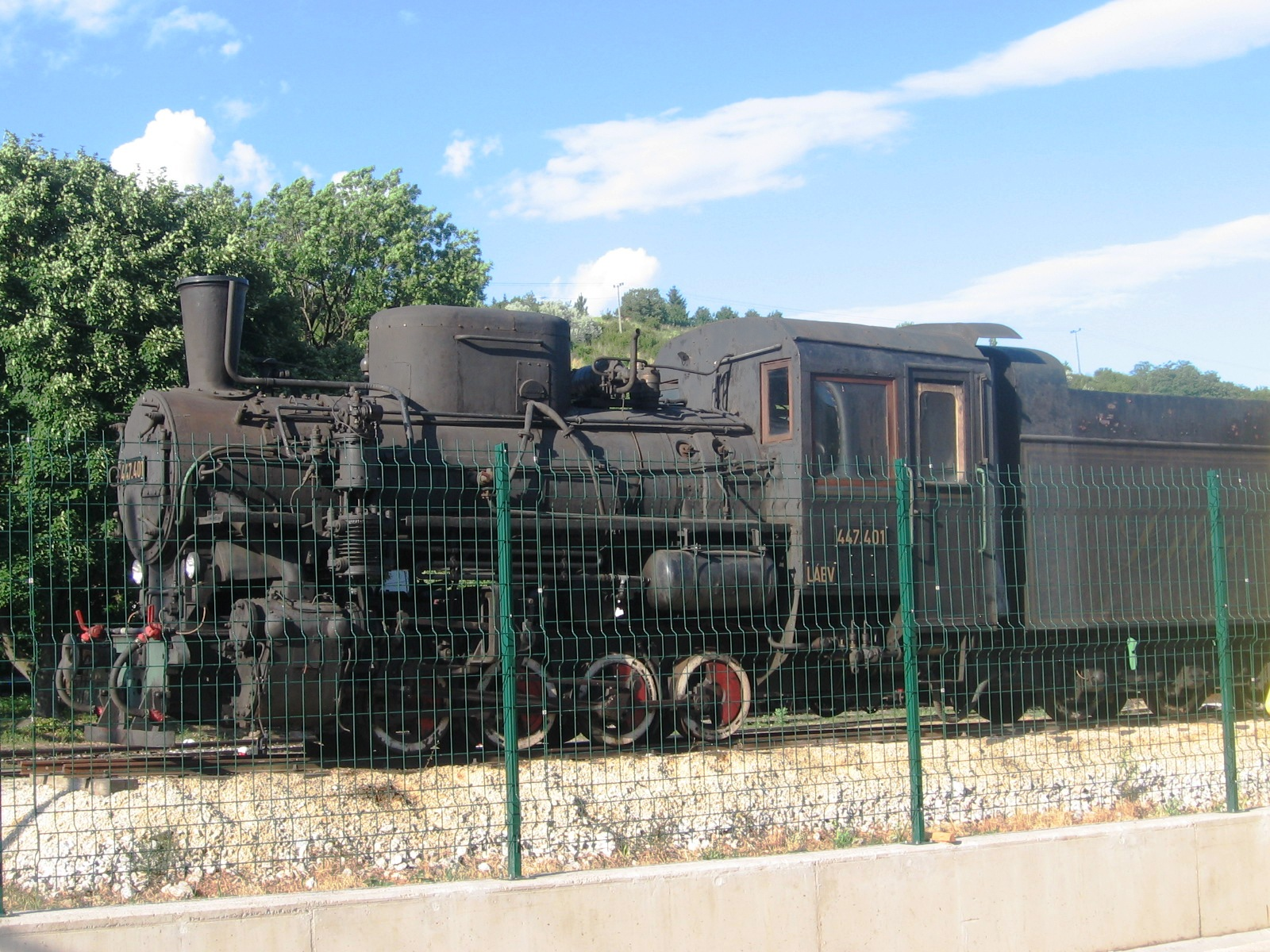
Lilla 2014 nyarán Diósgyőr-Majláth forgalmi telepen kiállítva

A 447,401-es mozdony, vagy becenevén Lilla egy D tengelyelrendezésű szerkocsis gőzmozdony, mely a maga korában a legkorszerűbb keskeny nyomtávú mozdonynak számított. Ezt a típust MÁVAG Szovjet tervek alapján 1950-től 1955-ig gyártotta főleg a Szovjetunió részére a második világháború után jóvátételként. A típusból összesen 240 db készült, ám csak 6 maradt Magyarországon, Lillafüredre egy került, melyet 1954-ben gyártottak. Gyártásától kezdve itt szolgáló mozdony 1954. október 28-a óta van állományban. Az itteni pályán 35 km/h volt a maximálisan megengedett sebessége. Főleg a fővonalon közlekedett, de néha a Mahócai szárnyvonalon is megfordult. Személy- és teherforgalomban egyaránt részt vett. 1972-ben, a gőzvontatás megszüntetésekkor ezt a mozdonyt is leállították és Diósgyőr-Majláth forgalmi telepen kiállították.
A későbbiekben felmerült a nosztalgiaüzem gondolata, így a 447,401-es mozdonyt Feketebalogba szállították kazánfelújításra. A szlovákiai településből félkész állapotban 1999-ben tért haza, a felújítását a LÁEV fejezte be. A kazánnyomása 13 barról 11 barra csökkent. 2000-ben a mozdonyt Lilla névre keresztelték, és megindult a nosztalgiaüzem. 2006-ban ezt a mozdonyt is felszerelték légfékéllel. Nosztalgiavonatokat 2008-ig továbbított, majd újból leállították. 2011. október 14-én a Bobo Kft.-hez vitték kazánfelújításra. A felújítás után azonban nem lett ismét üzemképes. Az újra üzembehehezéséhez egyedi alkatrészeket igényel, amihez az Északerdő Zrt.-nek nincs pénze, így a szükséges források megérkezéséig Diósgyőr-Majláth forgalmi telepen marad kiállítva a villamos hurokvágánya mellett, ahol egyébként 2012 óta áll. Itt a kerítésen át bárki megnézheti. A mozdonyt 2019-ben külsőleg felújították, az eredeti gyártási, illetve erdei vasúti színezését kapta vissza, a szerkocsi oldaláról eltűnt a "Lilla" felirat. Működőképessé tétele jelenleg nincs napirenden.
| 447,401                  |                                    |
| Dátum                    | Hely (esemény)                     |
| 1954. 10.28. – 1972.     | Lillafüred (üzemel)                |
| 1973.02.11 – 1996.05.    | Majláth fth. (kiállítva)           |
| 1996.05. – 2000          | Feketebalog/Lillafüred (főjavítás) |
| 2000–2008                | Lillafüred (nosztalgiaüzem)        |
| 2008-2012 eleje          | Majláth fűtőház letétben           |
| 2012 eleje-2012. 11. 21. | BoBo Kft. felújítási kísérlet      |
| 2012. 11. 21. –          | Majláth fth. (kiállítva)           |

### Egykor itt szolgáló gőzmozdonyok
A vasúton 11 gőzmozdony teljesített szolgálatot, a vasút megnyitása és a gőzvontatás megszűnése között, legtöbb a harmincas és negyvenes évek között. A mozdonyok elsősorban teherszállításban vettek részt, ám a korai években és később, az Abamot motorkocsik elszármaztatása idején jelentkezett vonóerőhiány időszakában a személyszállításban is gyakran megfordultak. 

#### Ismeretlen típusú Orenstein&Koppel gőzmozdonyok

##### SzEV-2
A mozdony a vasút első mozdonya is volt egyben, itt két részletben teljesített szolgálatot. A C jellegű gőzmozdonyt 1917-ben gyártották Berlinben 8435/1917 számon az Orenstein&Koppel cég gyárában. Innen DHF 5 pályaszámon Rehagen-Klausdorfba került. 1920-ban SzEV 2 pályaszámon állt forgalomba Lillafüreden. A mozdony 1923.10.25-ig teljesített itt szolgálatot, miután elszállították Visegrádra. 1938-ban ismét a vasúthoz került, ahol visegrádi pályaszámát (MUKI) megtartva közlekedtették.1949-ben Felsőtárkányba szállították, többet nem tért vissza a vasúthoz. Utolsó dokumentálása (és vélhetően selejtezése is 1964. 04. 08-án történt, Süttőn.

##### 437,407
A D jellegű, 5694/1912 gyári számú gőzmozdony 1912 júliusában kezdte meg szolgálatát Lembergben. Innen felsővisóra került 1943-ban "3" pályaszámon, ahonnan 1942.04.10-én dokumentált ceglédi kitérővel és az ott kapott CGV-3 pályaszámmal 1947-ben Lillafüredre került. Új pályaszáma 437,407 lett, amelyet a későbbiekben is megőrzött. Elszármaztatása valamikor 1955 után történt, pontos dátum nem ismert. Legközelebb Felsőtárkányban vették állományba, ahol 1966-ban selejtezték.

#### MÁVAG 85 szerkezet

##### SzEV-4
A 85-10 típusú Dn2t jellegű mozdonyt 1919-ben gyártották a Ganz gyárban, Budapesten 4724/1919 számon. Eredeti megrendelője a szászrégeni Görgényvölgyi Erdei Vasút volt, ám ide nem került leszállításra. Helyette a SzEV nyújtotta be rá igényét, így eredeti pályaszámát megtartva (GEV-4) állt forgalomba Lillafüreden 1922.04.19-én. 1929-ben az egységesedő arculat jegyében megkapta a LÁEV-1 pályaszámot. 1940. december 12-én a vasút bérbe adta a mozdonyt Marosvásárhelyre, ahonnan 1943-ban került vissza a vasúthoz, szintén LÁEV-1 pályaszámon. 1954-ben a mozdony 437,401 pályaszámot kapott, és 1958.04.16-án főjavítás céljából Debrecenbe, majd szolgálatra Felsőtárkányba szállították, többet nem tért vissza a vasúthoz. 1966-ban Felsőtárkányban selejtezték.

##### SzEV-5
A mozdony gyári száma 4725/1919 volt. Ezt eredetileg a Feketegaram-völgyi Erdei Vasút rendelte meg, ám az előzőhöz hasonlóan ez is Lillafüredre került. Ide 1922.03.30-án került SzEV-5 pályaszámon, de az eredeti FGV III. jelet 1929-ig megtartotta. Ebben az évben megkapta a LÁEV-2 pályaszámot. 1954.01.10-én átszámozták 437,402-re. Az átállomásításról rendelkezésre álló dátumok egymásnak ellent mondanak, Gyöngyösre feltehetőleg az ötvenes évek végén szállították át.

##### SzEV-1
A 4726/1919 gyári számú mozdony társaihoz hasonlóan eredeti megrenelője a Feketegaram-völgyi Erdei Vasút 1920 tavaszán Lillefüredre került. Eredeti pályaszáma FGV IV. volt, melyet a SzEV-1 szám mellett megtartott. Érdekesség, hogy a Mély-völgyi híd terhelési próbáját is ezzel a mozdonnyal hajtották végre. Visegrádra való szállításáról valótlan, téves dokumentumok állnak rendelkezésre. 1929-ben megkapta a LÁEV-4 pályaszámot, melyet 1954-ben 437,403-ra cseréltek. Későbbi sorsáról és elszállításáról pontos dátumot nem ismerünk, feltehetőleg az 50-es évek végén szállították Felsőtárkányba. Innen később Gödöllőre került, ahol selejtezték.

##### LÁEV-5
A 4727/1919 gyári számú mozdony 1919.07.01-jén kezdte meg szolgálatát Galgamácsá, eredetileg Liptóújvárra rendelték meg. Lillafüredre 1928-ban érkezett Lillafüredre, ahol megkapta a LÁEV-5 pályaszámot. Lillafüredről 23 év szolgálat után, 1951 szeptemberében szállították el. Gyöngyösön érkezését október 1-én jegyzőkönyvezték, ahol 437,404 pályaszámon Kékes becenévvel 1964-ig volt szolgálatban, majd selejtezték.

##### LÁEV-3
A 4753/1924 gyári számú mozdonyt 1924-ben gyártották és eredetileg Sárospatakra került. Itt 1929-ig teljesített szolgálatot, majd Lillafüredre vitték, ahol LÁEV-3 pályaszámot kapott, melyet 1954-ben 437, 405-re változtattak. További sorsa dokumentálatlan, valószínűleg Lillafüreden selejtezték a 60-as években.

### SzEV-3
A mozdonyt 3163/1914 számon Budapesten gyártották 1914-ben. Típusa 70-8, jellege Dn2t volt. Szolgálatát a Marostordai HÉV-en kezdte, Lillafüredre 1920-ban érkezett. 1929-ben LÁEV 6 pályaszámot kapott, 1942-ben Tarcaközbe szállították. Többet nem tért vissza a LÁEV-hez. Idővel Beregszászra szállították, ahol 1957-től kezdve sorsa ismeretlen.

### LÁEV-5
Az előzővel megegyező szerkezetű és típusú mozdonyt 5279/1942 számon Budapesten gyártották és először 1942. május 15-én állt forgalomba Felsővisón. 1944 augusztusában Lillafüredre szállították, ahol (hiánypótló jelleggel) megkapta a LÁEV 5 pályaszámot. 1950. december 01-én 467, 601 számozást kapott és itt teljesített szolgálatot egészen 1967. január 18-ig, amikor is selejtezték.

### LÁEV-6
Ezt a mozdonyt 1942-ben gyártották, és Felsővisón kezdte meg szolgálatát. 1944 augusztusában került Lillafüredre LÁEV 6 pályaszámon, majd ezt 1954 januárjában 467, 602-re cserélték. A mozdonyt az 50-es évek végén itt selejtezték.

### 464, 601
A mozdony nagyon rövid szolgálati időt töltött a vasútnál. Pontos dátum ismeretlen, de valamikor az 50-es évek végén egy Békéscsaba és Sárospatak közti forduló keretében került a vasúthoz néhány hónapra. 1981 óta Ópusztaszeren van kiállítva, így egyike volt azon kevés gőzmozdonyoknak, amely még fennmaradt az itt szolgálatot teljesítők közül.

## Motorvonatok és motor-mellékkocsik

### ABamot

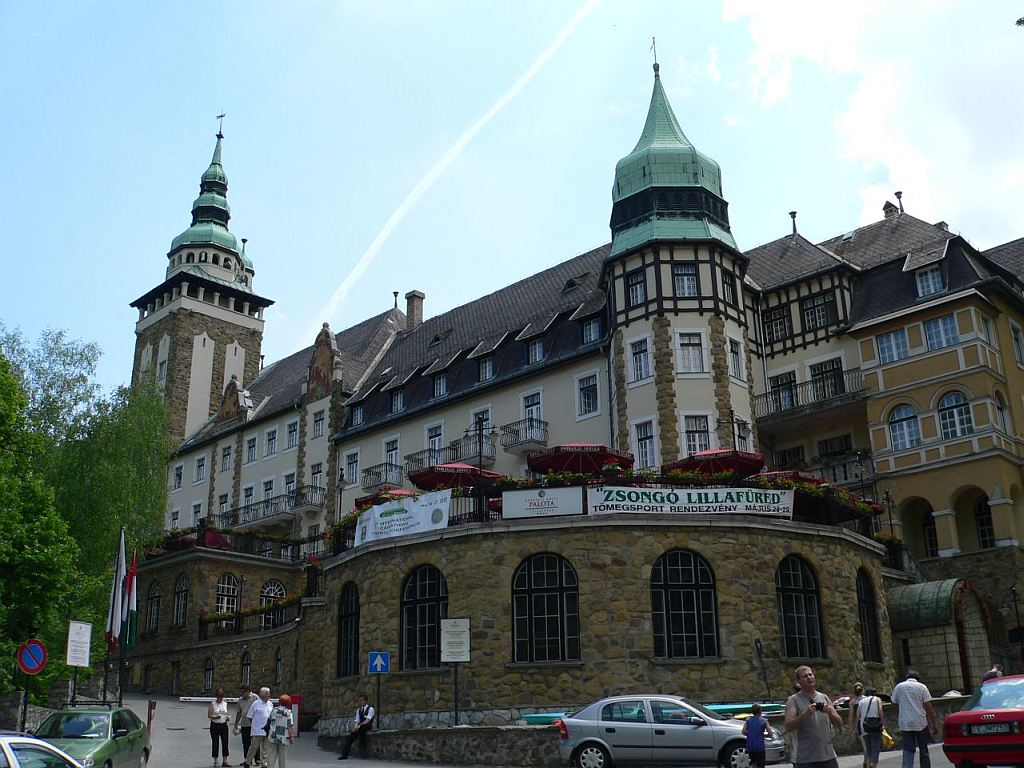
A Lillafüredi Palotaszálló, mely nagyban hozzájárult a turizmus beindulásában, ami szükségessé tette a motorvonatok vásárlását

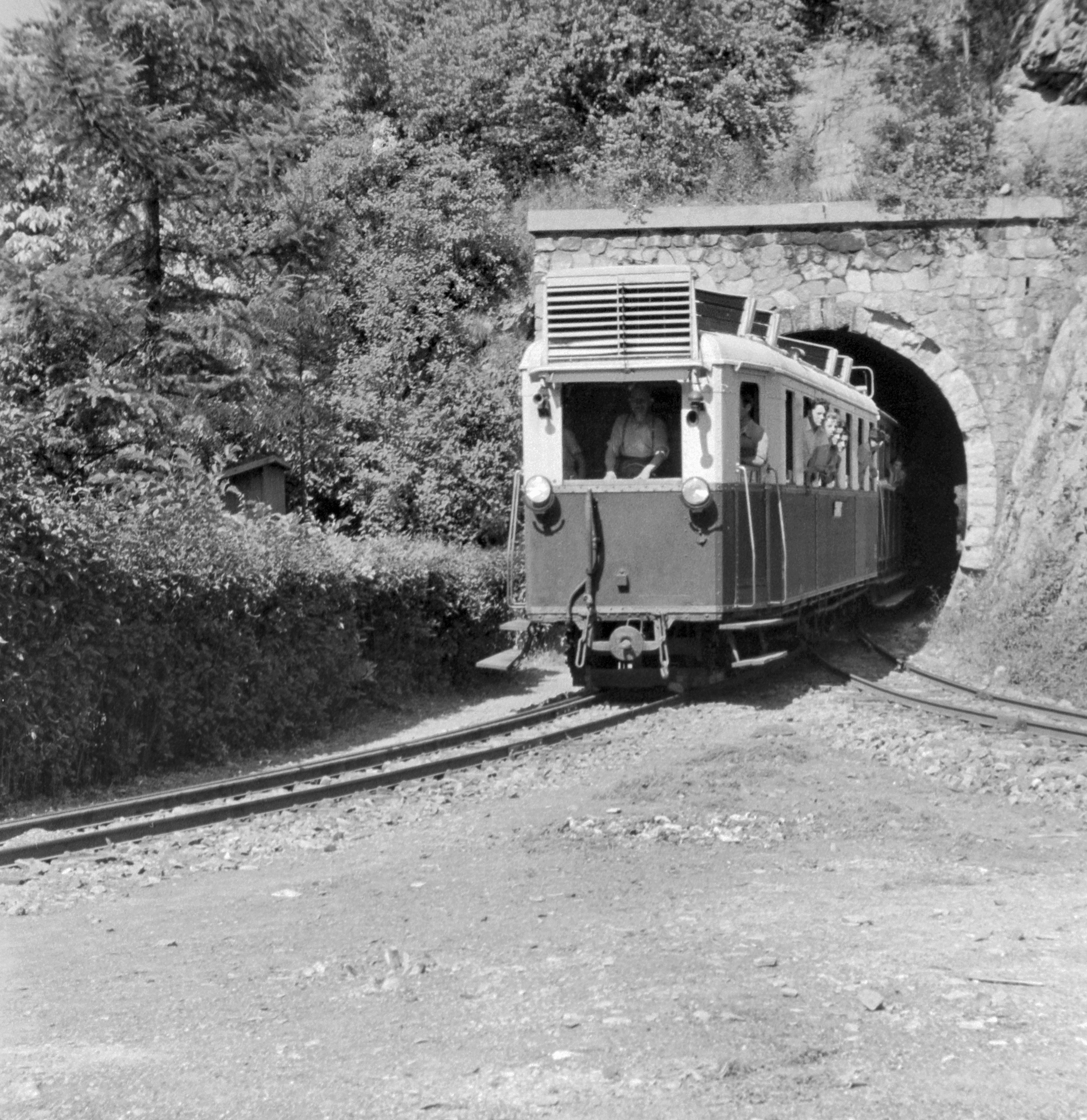
A motorvonat 1957-ben Lillafürednél

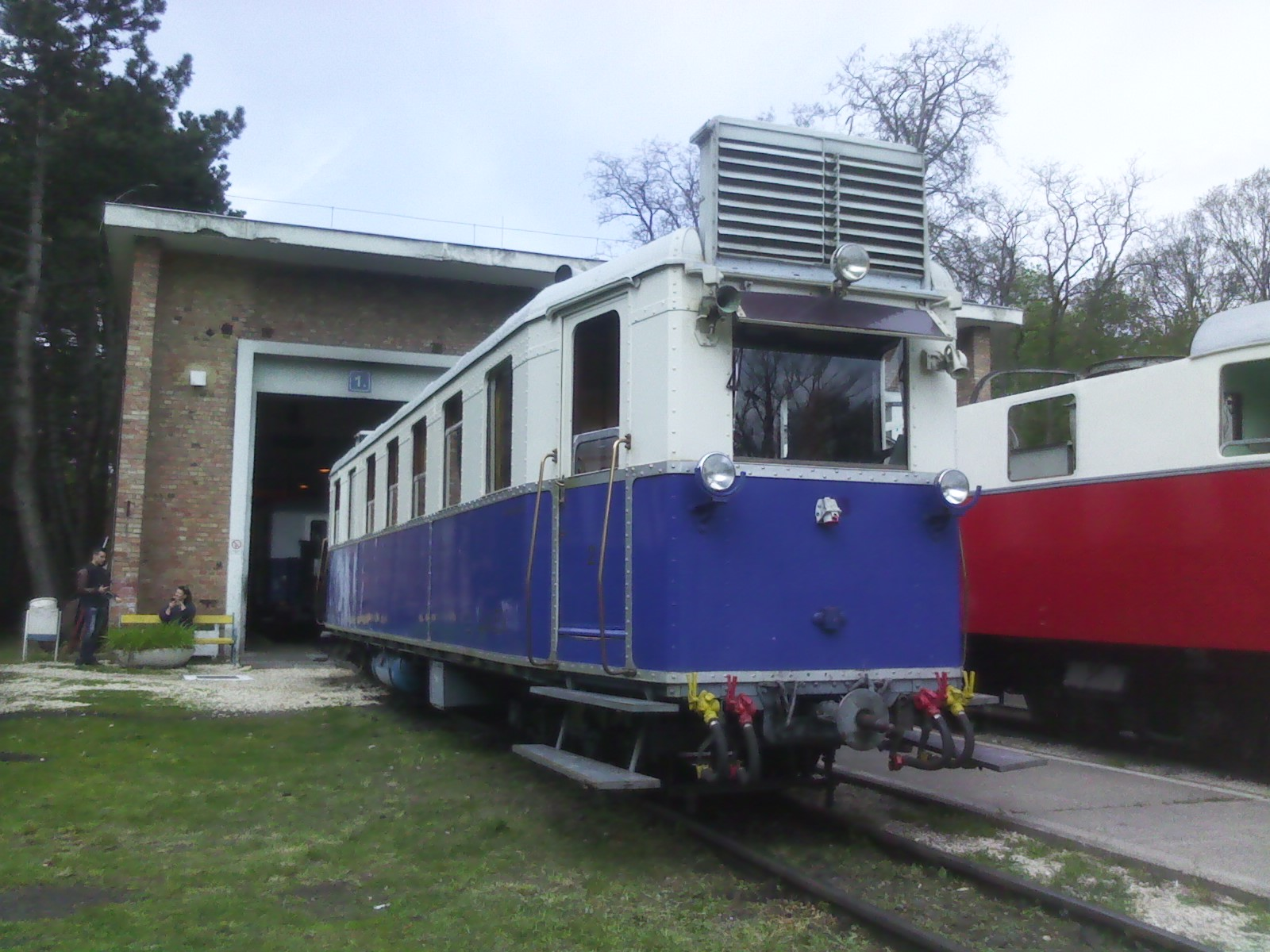
Az Ab amot-2 motorkocsi a Gyermekvasúton napjainkban

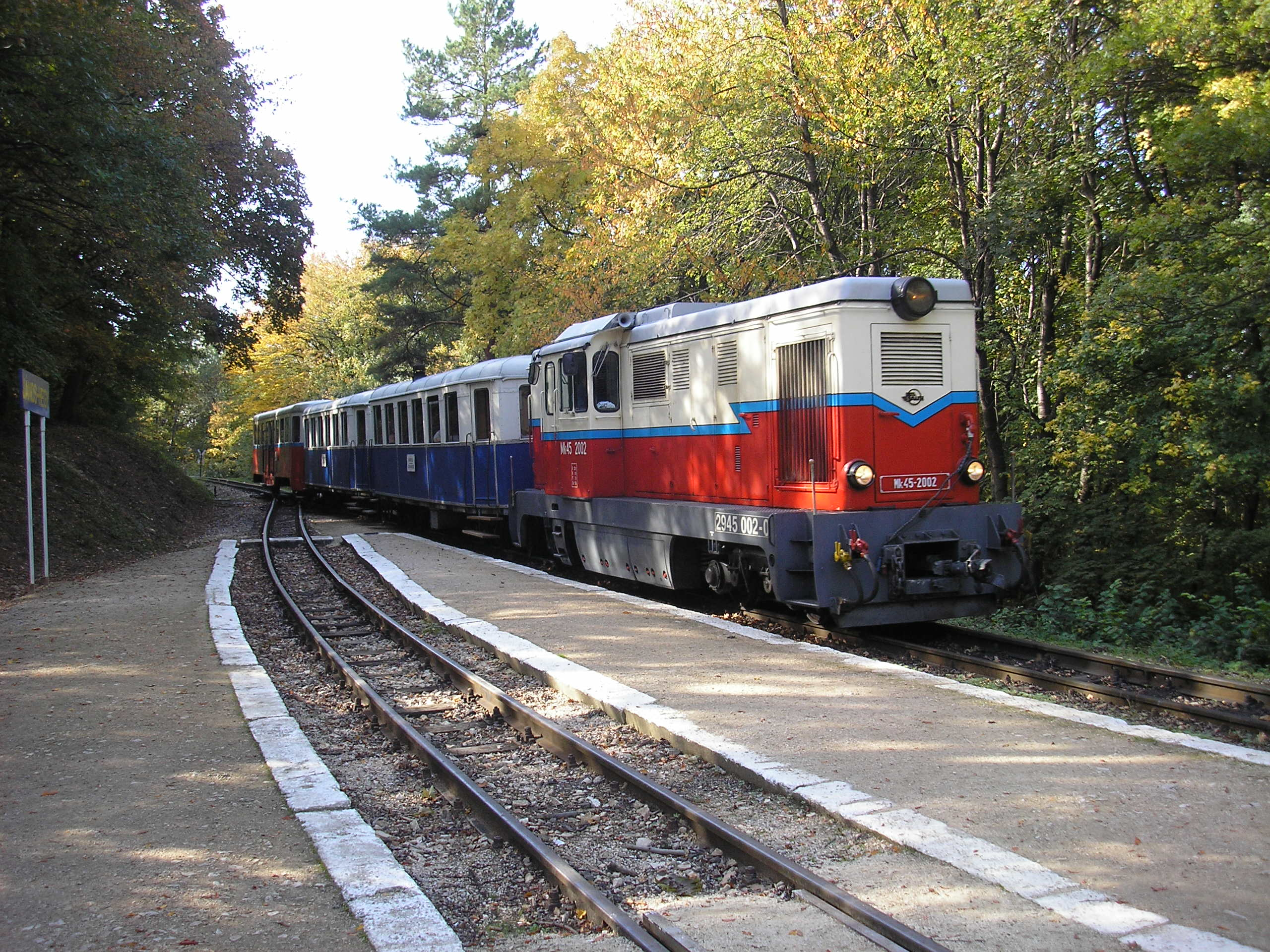
A Gyermekvasút a LÁEV motor-mellékkocsijait (a LÁEV-hez hasonlóan) nem csak a motorvonattal együtt közlekedtetik, hanem más mozdonyok mögé is besorozzák. A képen látható szerelvényben az első két személykocsi a motorvonat mellékkocsija

A Szinvavölgyi Erdei Vasút 1923 óta foglalkozott menetrend szerinti személyszállítással. Az 1920-as évek közepétől, a Palotaszálló építésével egyidősben a turizmus is elkezdett komolyan fejlődni Lillafüred környékén. 1927-ben a Földmívelésügyi Minisztérium leadta a rendelés az Orenstein & Koppel-, valamint a Waggonkartell gyáraknak, hogy készítsenek el két motorvonatot, melyek első- és másodosztályúaknak kell lenniük, valamint igazodniuk kell a pálya sajátosságaihoz. A maximális tengelyterhelést figyelembe véve a mérnökök két forgóvázat szereltek a motorkocsikba, mindkettő két tengellyel rendelkezett. Az egyik csak hajtott, míg a másik csak szabadon futó kerekekkel lett felszerelve. Tengelyelrendezése: 2'B'
1928. szeptember 20-án további rendelést adtak le motor-mellékkocsik iránt is. Összesen öt darabot rendeltek. 1 db első osztályú pótkocsit és 1 db szalonszakaszos, poggyászfülkés első osztályú pótkocsit rendelt a Ganz és Társa, Danubius Gép-, Waggon- és Hajógyár Rt.-től, valamint az Orenstein & Koppeltől 2 db másod osztályú, és 1 db poggyászteres harmad osztályú pótkocsit rendeltek.
A járművek 1929-ben érkeztek meg Lillafüredre. Innentől kezdve a vasút neve megváltozott Szinvavölgyi Erdei Vasútról Lillafüredi Állami Erdei Vasútra. Mindkét motorkocsi valamint mind az öt motor-mellékkocsi 1929. július 08-án vett részt először forgalomban. Ekkor a még fiatal, főként teherszállítással foglalkozó kisvasút világszínvonalú gépeivel hamar híres lett.
A gazdaságosabb üzemeltetés érdekében 1940-ben, az Ab amot-1 járművet remotizálták. Új dízelmotort, valamint a nagyobb teljesítményéhez illeszkedő Ganz fejlesztésű sebességváltót kapott. A takarékosabb üzemet jellemezte a dízelmotor kb. 30%-os fogyasztáscsökkenése, motor teljesítménye a korábbi 66 kW-ról 84 kW-ra emelkedett. Az Ab amot-2-es motorcseréjére csak jóval később 1948-ban valósult meg. A teljes flotta azonban csak 1948 júliusáig maradt meg. Ekkor a 2-es számú motorkocsit, valamint a Bax 22 motor-mellékkocsit kölcsönadták az akkoriban elindult Gyermekvasútnak. 1949-ben az Ab amot-1 és a Bax 21 is Budapestre került. Az Ab amot-1 kivételével minden járművet 1951 júniusában visszaszállították Lillafüredre, ahol tovább közlekedtek. Az 1951-ben visszatérő 2-es motorkocsit a LÁEV 1958. decembere és 1959. június 19. között a MÁV Északi Járműjavítójában teljes főjavításra küldte. Felújították a motorját, sok fődarabját kicserélték és újra is fényezték.
Az Ab amot-1 ekkor még Budapesten maradt. A MÁV néhány évig bérleti díjat fizetett a motor- és pótkocsiért, de a későbbiekben a szerződést egyoldalúan felmondta. Az Országos Erdészeti Főigazgatóság pert indított a MÁV ellen, melyet megnyert. A MÁV viszont nem tudta nélkülözni a LÁEV motorvonatát, így az Mk48 1011-es gépet elküldték az erdészetnek. A mozdonyt a Mátravasúton használták, de a dízel-mechanikus jármű a többi társához hasonlóan komoly motorikus problémákkal küzdött, így emiatt hamar selejtezték. Ekkor az erdészet újra beperelte a MÁV-ot, aki ismét nem adta vissza az Ab amot-1 -et, hanem két L-60 típusú mozdonyt kapott kárpótlásul. Az egyik Lillafüredre, a másik Szilvásváradra került. Később azonban sikerült az Ab amot-1 motorkocsit is visszaszerezni, így 1963 júniusában hazatért Lillafüredre leromlott állapotban. Itt 1977-ig közlekedett, amíg végül leállították. 1980-ban a rossz állapotú gépet a LÁEV akkor vezetősége jobbnak látta elbontani, úgyhogy 1980-tól kezdve már csak a Ab amot-2, vagyis új pályaszámán az A02-602 motorkocsi létezett. Az elbontott motorkocsi egyes darabjai még ma is fellelhetőek a telepen, esetleg beépítve 1-2 mai járműbe. Az A02-602 1982. április 24-én dolgozott utoljára menetrend szerinti vonattal, majd ezt a motorkocsit is leállították. A Közlekedési Múzeum védetté nyilvánította, így a LÁEV tulajdonában maradva a fűtőház mélyén állt évekig.
1982 és 1989 között a MÁV több kísérletet indított a motorvonat és mellékkocsijainak ismételt elszármaztatására. 1989 júliusában A MÁV akkori Vezérigazgatója szemlét tartott a Gyermekvasútnál. A nosztalgiaforgalom megindítására tett kezdeményezéseket célszerűnek tartotta, az ehhez szükséges járműveket a LÁEV-től javasolta beszerezni. 1989. augusztus 23-án a LÁEV beleegyezett a járműcserébe, így az A02-602 motorkocsit, valamint mind az öt pótkocsit elszállították. A LÁEV cserébe 4 db Bax sorozatú, jóval kevesebb értékkel bíró kocsit kapott. 1990-ben a járművek átestek egy főjavításon, és 1991 óta a Gyermekvasút nosztalgia-járműparkját gazdagítják.
A LÁEV üzemvezetőségének jelenlegi álláspontja a motorvonat egy részének mielőbbi visszaszerzése és felújítása, amely a motorkocsiból és egy vagy két betétkocsiból állna, ám a Gyermekvasúttal ez ügyben konkrét előrelépés, megegyezés mind a mai napig nem született.

### Műszaki adatok
Motorvonat

| Gyártó                                | Ganz és Társa Danubius Gép-, Waggon- és Hajógyár Rt. |
| ------------------------------------- | ---------------------------------------------------- |
| Tengelyek száma                       | 4 db                                                 |
| Tengelyelrendezés                     | 2'B'                                                 |
| Hossz                                 | 13220 mm                                             |
| Legnagyobb magasság                   | 3090 mm                                              |
| Legnagyobb szélesség                  | 2240 mm                                              |
| Legnagyobb tengelyterhelés            | 50 kN                                                |
| Legnagyobb sebesség                   | 30 km/h                                              |
| Névleges teljesítmény (eredeti motor) | 66 kW                                                |
| Névleges teljesítmény (első remot)    | 88 kW                                                |
| Névleges teljesítmény (második remot) | 147 kW                                               |
| Erőátvitel                            | mechanikus                                           |
| Váltó fokozatainak száma              | 4                                                    |

#### Összefoglaló táblázat
| Ab amot-1        | Ab amot-1           | Ab amot-2              | Aax 11     | Aax 12     | Bax 21     | Bax 22     | BDax 41    |
| Dátum            | Hely                | Hely                   | Hely       | Hely       | Hely       | Hely       | Hely       |
| 1929.7.8. – 1948 | Lillafüred          | Lillafüred             | Lillafüred | Lillafüred | Lillafüred | Lillafüred | Lillafüred |
| 1948–1949        | Lillafüred          | Budapest               | Lillafüred | Lillafüred | Lillafüred | Budapest   | Lillafüred |
| 1949–1951        | Budapest            | Budapest               | Lillafüred | Lillafüred | Budapest   | Budapest   | Lillafüred |
| 1951–1963        | Budapest            | Lillafüred             | Lillafüred | Lillafüred | Lillafüred | Lillafüred | Lillafüred |
| 1963–1980        | Lillafüred          | Lillafüred             | Lillafüred | Lillafüred | Lillafüred | Lillafüred | Lillafüred |
| 1980–1982        | elbontva (LÁEV-nél) | Lillafüred             | Lillafüred | Lillafüred | Lillafüred | Lillafüred | Lillafüred |
| 1982–1990        | Elbontva            | Lillafüred (leállítva) | Lillafüred | Lillafüred | Lillafüred | Lillafüred | Lillafüred |
| 1990–2025        | Elbontva            | Budapest               | Budapest   | Budapest   | Budapest   | Budapest   | Budapest   |

### Bécsi villamos

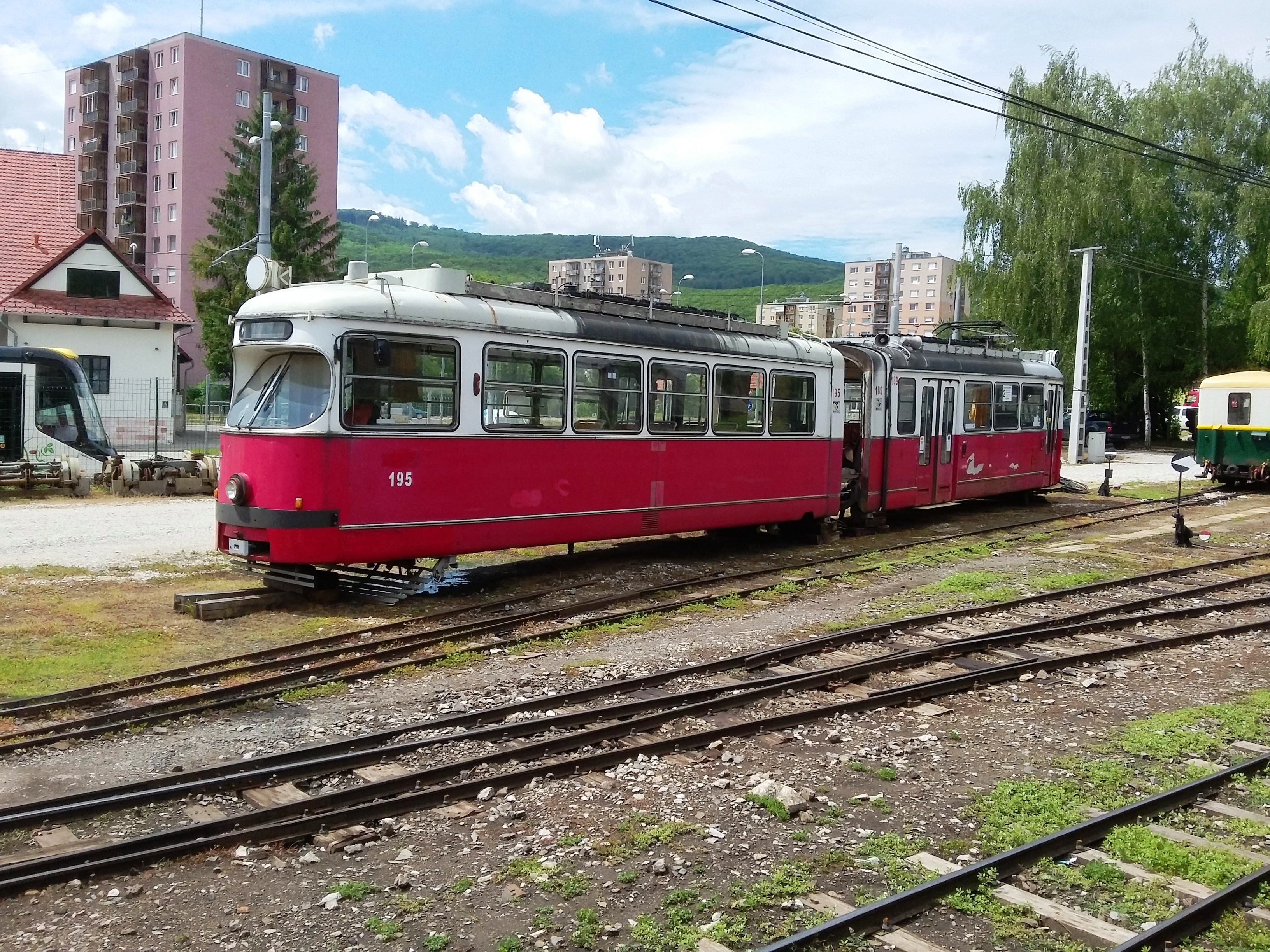
Az egyik megvásárolt E_{1}-es villamos a kisvasút telephelyén

Miskolc 2000 és 2004 között vásárolt használtan E1 típusú villamosokat Bécsből. Ezek az MVK-nál 2015-ig közlekedtek, majd elkezdték eladni őket. A vasút is vásárolt két darabot, a tervek szerint ezekből egy hibrid üzemű motorkocsi készült volna. A két darab vásárlására azért volt szükség, mert úgy lehetett volna az egyirányú kocsik ajtajait mindkét oldalon elérhetővé tenni, hogy a jármű két „A” végét összeforgatják és együtt közlekednek. A terv végül azonban forráshiány, és ellenvélemények kialakulása miatt meghiúsult, ugyanis a telepen már fél évtizede felújításra váró összeforgatott járműveket 2021 novemberében szétvágták.

### „Darázs”
A motorkocsit a Ganz Danubius gyártotta 1929-ben. Az '50-es években Kapuvárra, majd a '70-es években a Nagycenki Széchenyi Múzeumvasút állományába került. Jelenleg leromlott állapotban, üzemképtelenül Nagycenken van Fertőboz állomáson kiállítva. Visszaszerzése nincs napirenden.

### NyVKV-BkGV (Tisza) gyorsmotorkocsi
A motorkocsi a Hegyközi Kisvasúton kezdett el dolgozni 06 TISZA pályaszámon. Különlegessége, hogy menetrend szerinti járatokkal elérte 60 km/h-s sebesség ma is rekord a keskeny nyomközű közlekedés hazai történetében. A második világháború idején, 1944-ben el kellett menekíteni a fosztogató csapatok elől. Innentől kezdve életútja ismeretlen maradt 1952-ig, amikor is a Nyíregyházára került Aamot 808, majd Bamot 808 pályaszámon. 1961-ben a MÁV a Balatonfenyvesi Gazdasági Vasútra szállította, Lillafüredre 1965 márciusában került. Itt forgalomban valószínűleg nem vett részt, csak alkatrészként használták. További sorsa ismeretlen, feltételezhetően 1966-ban selejtezték Lillafüreden.

## Mk48dízelmozdonyok

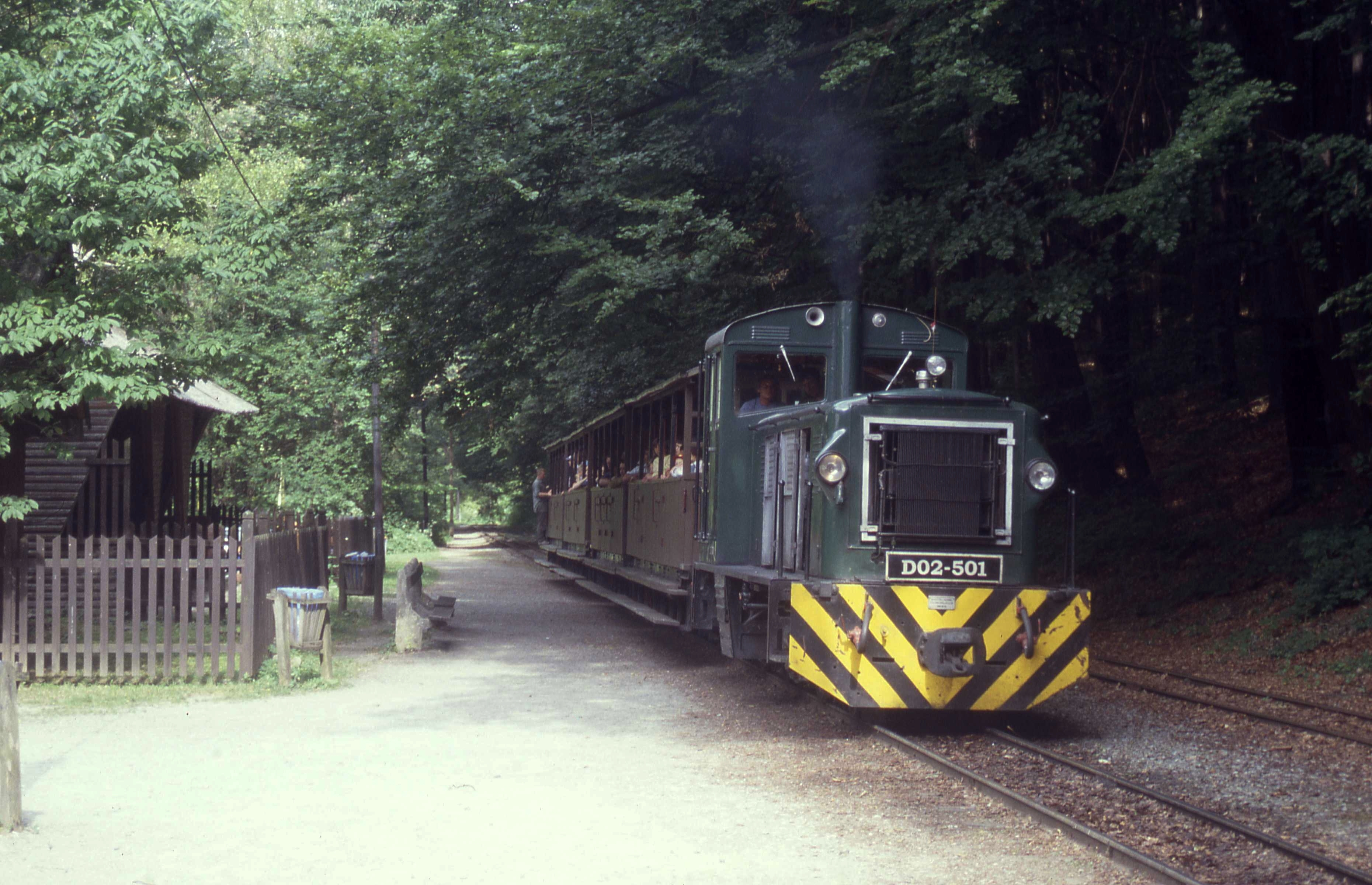
A D02-501 pályaszámú mozdony, mely eredetileg Mk48 2027 pályaszámon üzemelt Debrecenben és Nyíregyházán

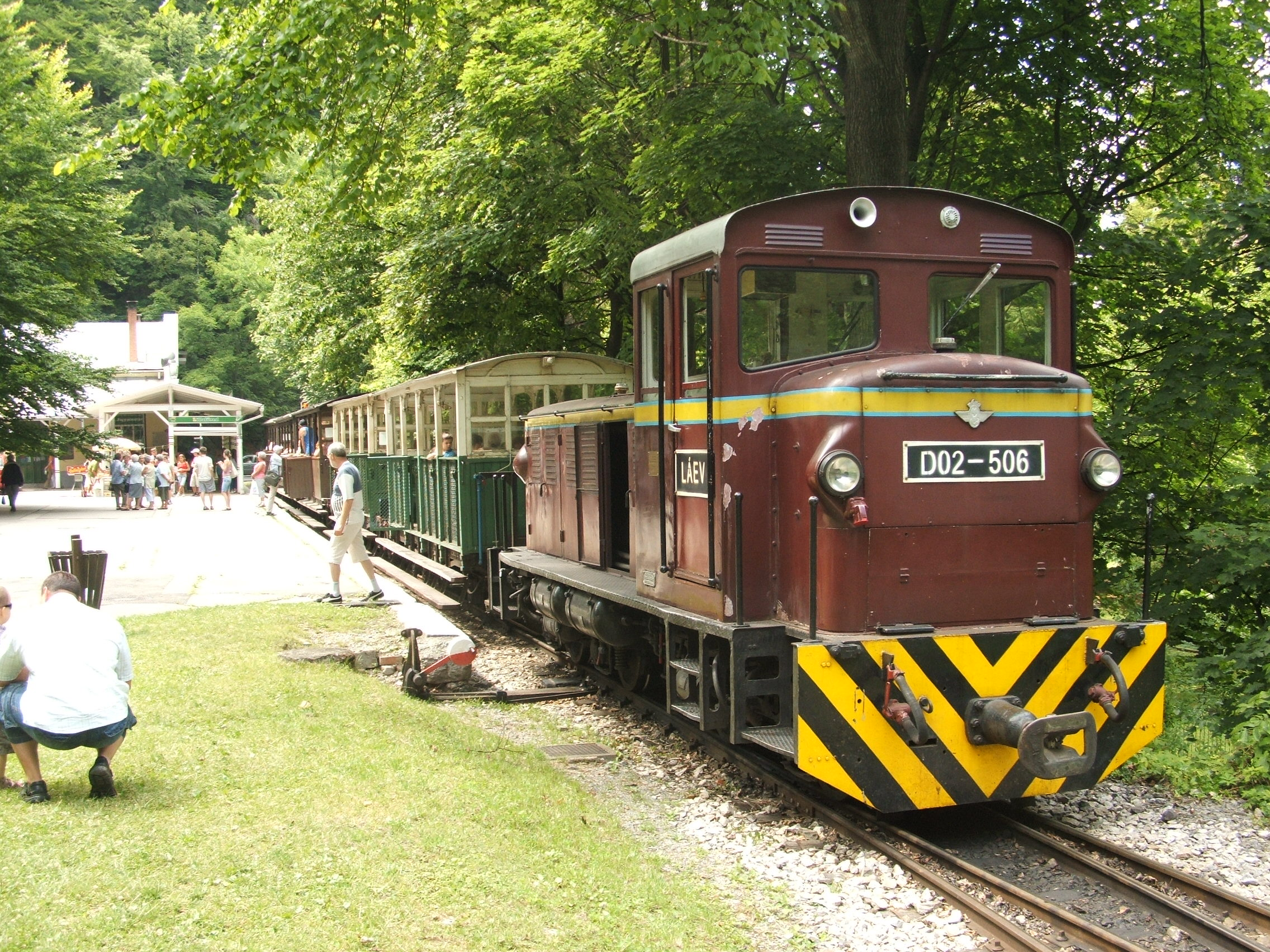
A D02-506 pályaszámú mozdony, mely eredetileg Mk48 2010 pályaszámon üzemelt Békéscsabán, Szegeden és Sárospatakon

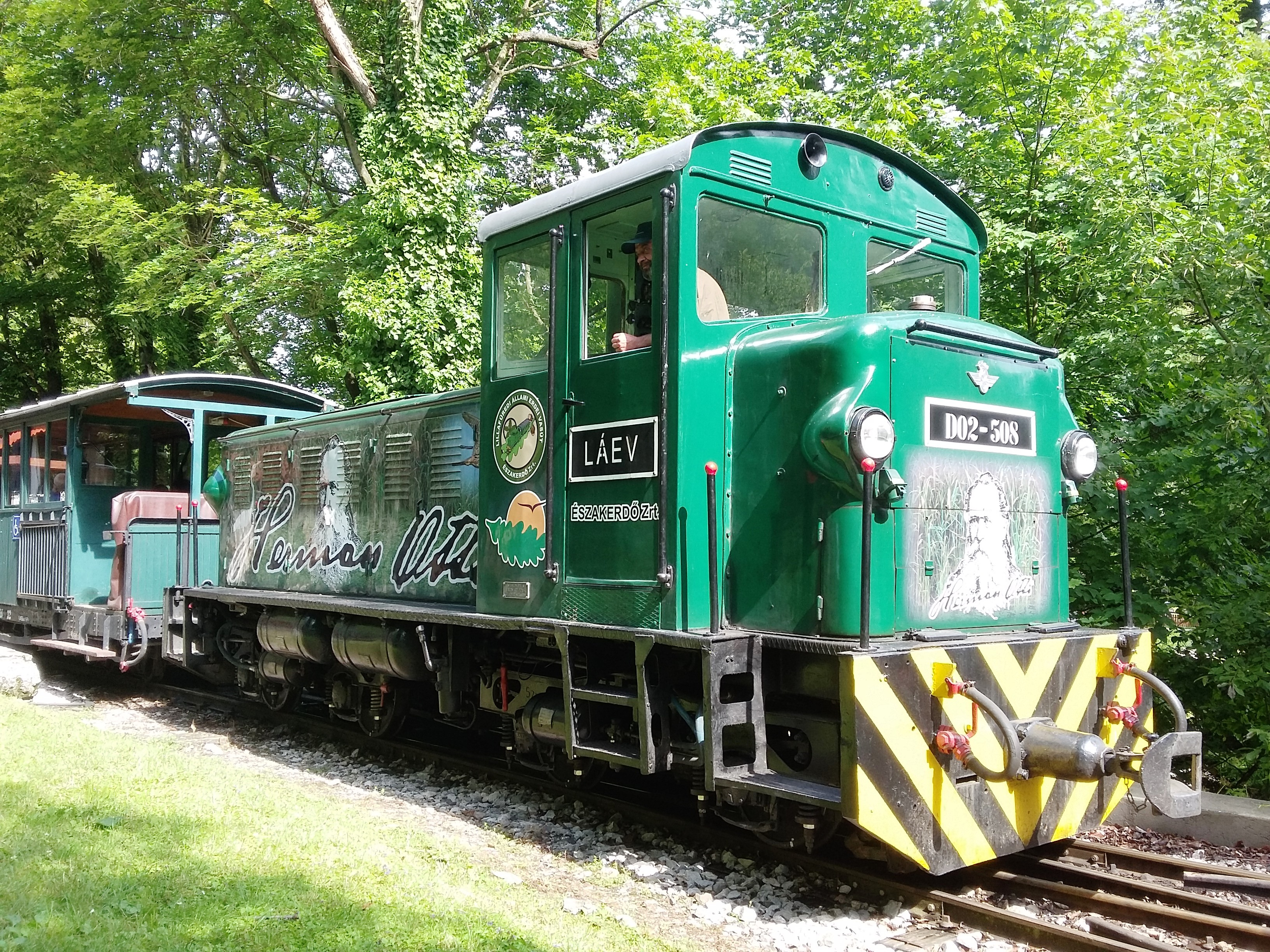
A D02-508 pályaszámú mozdony, mely még csak ezen a kisvasúton üzemelt, így Magyarországon egyedülálló az Mk48-as mozdonyok körében. További különlegessége még, hogy 2014 nyara óta ő a Herman Ottó emlékmozdony. Régebbi pályaszámai: D22-001 és M-8

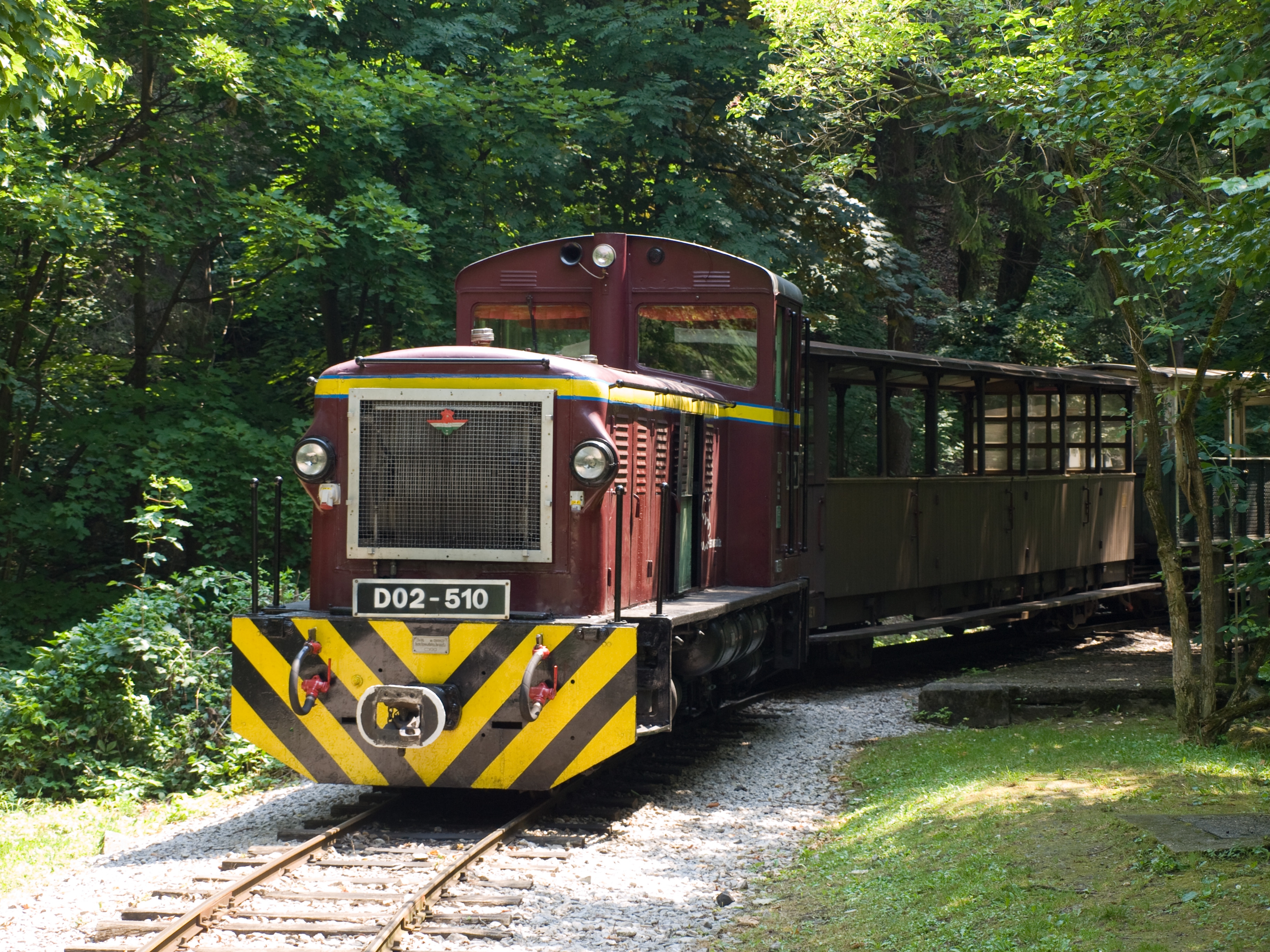
A D02-510 pályaszámú mozdony, mely eredetileg Mk48 2011 pályaszámon üzemelt Sárospatakon

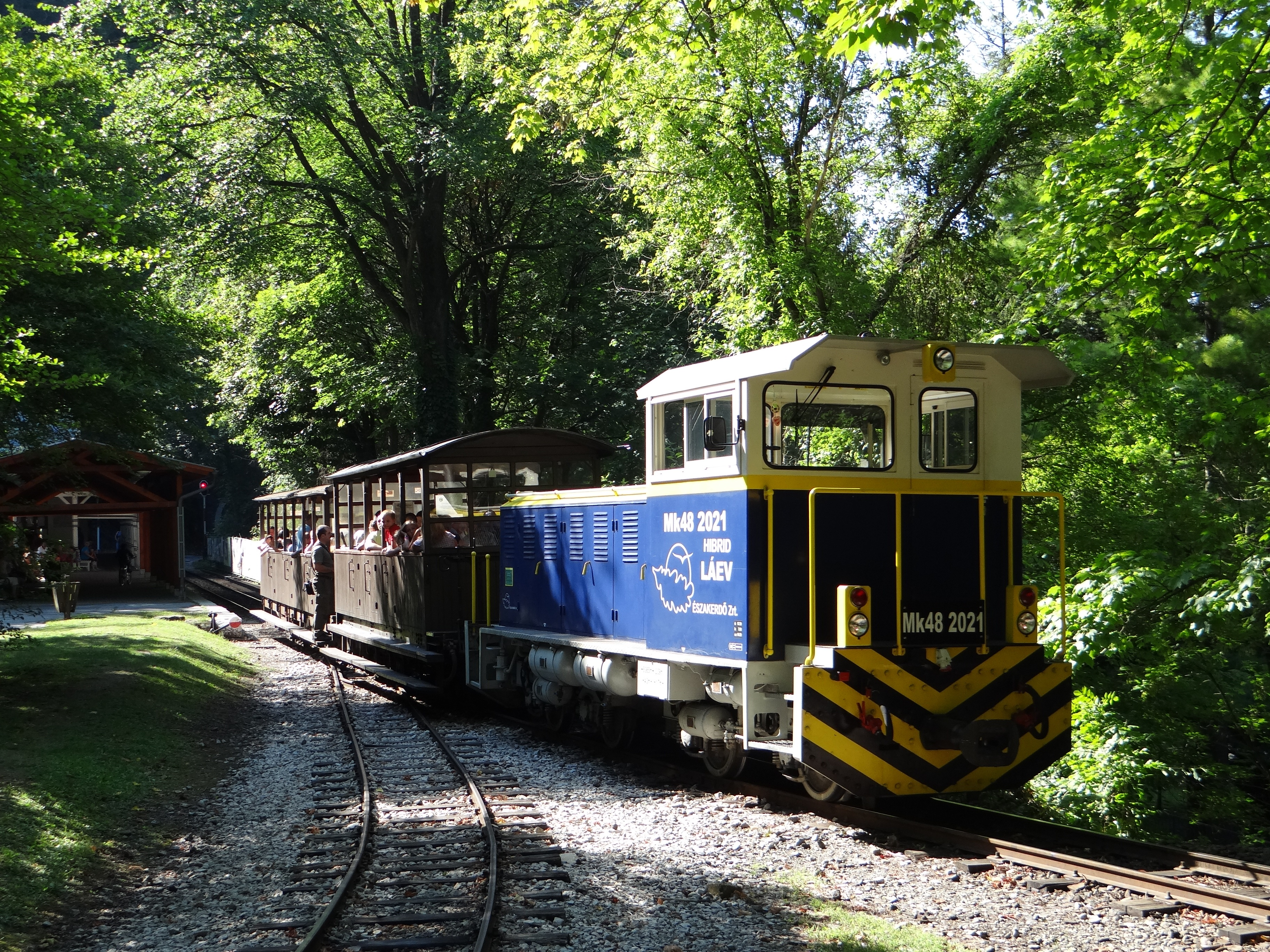
A hibrid hajtásrendszerű Mk48 2021 pályaszámú mozdony. A mozdonyt a Bobo Kft. építette egy régebbi, selejtezett mozdony felhasználásával, mely szintén Mk48 2021 pályaszámon futott Sárospatakon és Kecskeméten

### D02-501
Ez az Mk48-as mozdony került a legkésőbb a kisvasútra. Eredetileg Mk48 2027-es pályaszámon üzemelt a debreceni Zsuzsi Erdei Vasúton és a Nyírvidéki Kisvasúton. A LÁEV-nek való átadás időpontja 1981. március 25., a gép ekkor Szombathelyen volt D5-ös javításon, melynek költségét a LÁEV állta. Eredetileg ezt a mozdonyt az Mk48 2026 pályaszámú járművel együtt akarták megvenni a MÁV-tól, de végül anyagi okok miatt csak ez az egy mozdony került Lillafüredre. Az 501-est 600 000 forintért vásárolták meg.
2004-ben kipufogót cseréltek rajta és átesett egy kerékabroncsozáson is. 2005-ben kicserélték a futóműveit is. Jelenleg rendszeresen közlekedik pályafenntartó- és személyvonatokkal.
A mozdonyt 2018 végén átalakításra elszállították. 2020 óta ismét közlekedik, az Mk48- 2021-gyel azonos, dízel-villamos hajtástendszerrel. A felújítás során a mozdony külseje meghatározóan nem, részleteiben azonban (hűtőrács, gyári táblák, kürtök, led-lámpák és tolatókamerák, tetőhűtő, a vezetőfülke belső kialakítása stb.) megváltozott. Korábbi zöld színtervét és fekete kapaszkodóit megtartotta. Menetrendsszerinti forgalomban vesz részt.

### D02-506
Ez a mozdony 1960. október 31-én kezdte a pályafutását, így a jelenlegi Mk48-as mozdonyok közül ez a legidősebb. Elsőnek Békéscsabán lett üzembe helyezve, majd 1960-ban átállomásították Szegedre, ahol 1964-ig üzemelt. 1964. augusztus 25-e óta Sárospatakon közlekedett. Lillafüredre az 510-essel egy évben, 1977. március 31-én került. Jelenleg rendszeresen közlekedik pályafenntartó- és személyvonatokkal. A mozdony az 501-essel azonos kivitelben átalakításra került 2020-ban. Azóta a menetrendszerinti forgalomban leggyakrabban alkalmazott gépek egyike.

### D02-508
A mozdonyt 1961-ben gyártották a LÁEV részére. Magyarországon egyedülálló, hogy egy Mk48-as mozdony nem a MÁV, hanem egy erdészet megrendelésére készült. 1961. július 31-én helyezték üzembe Lillafüreden D22-001 pályaszámmal. Később átszámozták M-8 pályaszámúra, majd D02-508-ra. A mozdony motorja 2005. július 29-én vonattovábbítás közben olyan súlyosan sérült, hogy teljes főgépcsoport felújításra a műhelybe került. Egy leszakadó szelep átütötte a dugattyút, ami megszorulva megállította az egész motort. A felújítás során kicserélik a motor hengerperselyeit és dugattyúit, valamint új szelepeket is kapott. 2005 tavaszán új kerékabroncsokat kapott a régi kopott helyett.
Eredetileg ez a jármű is zöld volt, melyet az 1980-as években cseréltek le az 506-os és az 510-es mintájára barna színűre. 2014 júniusában újrafestették zöld színre, mivel az 1994-es fényezése ekkorra meglehetősen rozoga küllemet adott. Kicsivel később felmatricázták Herman Ottó emlékmozdonnyá, így Magyarország első keskeny nyomközű „Werbelok”-ja lett. Jelenleg rendszeresen közlekedik pályafenntartó- és személyvonatokkal, legutóbbi felújítása során visszanyerte azt a küllemét, melyet a vasúthoz kerülésekor kapott: mélyzöld festés, sárgás- krémszínű kapaszkodókkal. Ma ebben a LÁEV- re jellemző színtervben, eredeti hajtással látható mindennapi forgalomban. A mozdony a legutóbbi felújítás során is megőrizte eredeti színtervét és hajtásrendszerét. A gép az egyetlen Mk48-as mozdony, amely sosem szolgált más vasutakon, és sosem rendelkezett hagyományos pályaszámozással.

### D02-510
A mozdonyt 1961. július 1-én helyezték üzembe a Hegyközi Kisvasúton Mk48 2011 pályaszámmal. Az 506-ossal egy évben, 1977-ben érkezett a LÁEV-hez, és 1977. május 6-án állt forgalomba. 2005 tavaszán újrafényezték, színe változatlanul bordó maradt. Jelenleg rendszeresen közlekedik pályafenntartó- és személyvonatokkal. Eredeti hajtásrendszerét és külsejét megőrizte, jelenleg felújítása esedékes.

### Mk48 2021
A hagyományos, dízel-hidraulikus hajtásrendszerű Mk48 2021-es gépet 1961. november 8-án helyezték üzembe Sárospatakon. 1977-ben átállomásítoták Kecskemétre, ahol 2007. január 17-én selejtezték. Ezt követően állapota leromlott, ám nem bontották el.
A LÁEV egy uniós pályázaton pénzt nyert egy mozdony korszerűsítésére is. A kiszemelt mozdony az Mk48 2021-es lett, melyet megvásároltak és elszállítottak Miskolcra. Miskolcra 2007. március 26-án érkezett meg. Innen a Bobo Kft.-hez szállították, ahol Bobo Kft., a Sedulitas-Pro Kft. és az Invent Kft. mérnökei és dolgozói 9 hónap alatt ki is fejlesztették a most már dízel-villamos hibrid hajtásrendszerű mozdonyt. A felújítás a régi, selejtezett mozdonynak csak a főkeretét és forgóvázait tartották meg egy alapos felújítás után. 2010. november 3-án megkapta az NKH-tól az üzemeltetési engedélyt, és november 14-én vontatta az első menetrend szerinti szerelvényt.
Ez a mozdony egy igazi különlegesség, hiszen ez a világ első hibrid kisvasúti mozdonya. Festése a LÁEV motorvonatáét idézi, mely a maga korában szintén a csúcstechnológiát képviselte. A mozdony beceneve: Freddy.
Jelenleg rendszeresen közlekedik személyvonatokkal. A mozdony 2020 óta a "LÁEV 100" emlékmozdonnyá matricázva közlekedik, megváltozott; D02-521 pályaszámon.

### Egykor itt szolgáló Mk48-asok
A Lillafüredi kisvasúton öt olyan Mk48-as fordult meg, mely ma nem itt közlekedik. Ezek közül egyik sem lehető meg napjaimban. Mind az öt ilyen mozdony dízel-mechanikus erőátvitelű volt, mely nem váltotta be a hozzá fűzött reményeket. Nagy volt a tömege, melyhez képest a teljesítménye alacsony volt. Ehhez hozzájárult még a nehéz vezethetőség, meg a nehézkes javítás, melynek következtében a Csömödéren szolgáló Mk 48 1005-ös mozdony kívül az összes járgányt selejtezték. Ezek alól az egykor itt megforduló mozdonyok sem kivételek.
- M492-001: az Mk48-as mozdonyok prototípusa volt, Lillafüreden 1 évet közlekedett, miután az Úttörővasút szerződésszegés miatti eljárás következtében köteles volt kárpótlást nyújtani a LÁEV-nek, a mozdony azonban gyakori meghibásodása miatt nem váltotta be a hozzá fűzött reményeket, így továbbküldték Gyöngyösre. Testvére a 002-es nem közlekedett Lillafüreden.
- D02-503: Mk48 1003 pályaszámon készült, Lillafüreden átszámozták és öt évig közlekedett. 1978-ban a LÁEV-nél selejtezték.
- D02-504: Mk48 1001 pályaszámon helyezték üzembe Békéscsabán, Lillafüredre 1973. május 15-én került. Főleg tehervonatokat továbbított, ám a típushibából adódó gyakori meghibásodás miatt keveset volt szolgálatban. További sorsa ismeretlen, feltételezhetően Majláthon bontották el selejtezését követően.
- D02-505: Mk48 008 pályaszámon helyezték üzembe Sárospatakon, Lillafüredre 1976. február 17-én került, ahol megkapta az új pályaszámát, majd következő nap selejtezek is, donornak használták, ez előbbi két mozdony kiszolgálására.

### Összefoglaló táblázat
Dízel-hidraulikus hajtásrendszerű:
| D02-501   | D02-501               | D02-506              | D02-508               | D02-510               |
| Dátum     | Hely                  | Hely                 | Hely                  | Hely                  |
| 1960–1961 | Még nem gyártották le | Békéscsaba és Szeged | Még nem gyártották le | Még nem gyártották le |
| 1961–1977 | Debrecen              | Szeged és Sárospatak | Lillafüred            | Sárospatak            |
| 1977–1981 | Nyíregyháza           | Lillafüred           | Lillafüred            | Lillafüred            |
| 1981–2025 | Lillafüred            | Lillafüred           | Lillafüred            | Lillafüred            |

Dízel-mechanikus hajtásrendszerű:
| M492-001       | M492-001               | D02-503                  | D02-504                | D02-505                  |
| @              | Hely                   | Hely                     | Hely                   | Hely                     |
| előző hely     | Sárospatak (1958–1959) | Szeged (1959–1969)       | Békéscsaba (1959–1970) | Sárospatak (1959–1963)   |
| előző hely     | Sárospatak (1958–1959) | Békéscsaba (1969–19??)   | Szeged (1970–1973)     | Oroszlány (1963–1964)    |
| előző hely     | Sárospatak (1958–1959) | Nyírgegháza (19??–1973)  | Szeged (1970–1973)     | Békéscsaba (1964–1976)   |
| Lillafüred     | 1959–1960              | 1973–1978                | 1973–19??              | 1976. 02. 17.            |
| következő hely | Gyöngyös (1960–1963)   | Lillafüreden selejtezték | (n. a.)                | Lillafüreden selejtezték |
| következő hely | Sárospatak (1963–196?) | Lillafüreden selejtezték | (n. a.)                | Lillafüreden selejtezték |
| következő hely | Kecskemét (196?–1967)  | Lillafüreden selejtezték | (n. a.)                | Lillafüreden selejtezték |
| következő hely | Békéscsaba (1967–1975) | Lillafüreden selejtezték | (n. a.)                | Lillafüreden selejtezték |
| következő hely | Békéscsaba (1967–1975) | Lillafüreden selejtezték | (n. a.)                | Lillafüreden selejtezték |

## C–50dízelmozdonyok

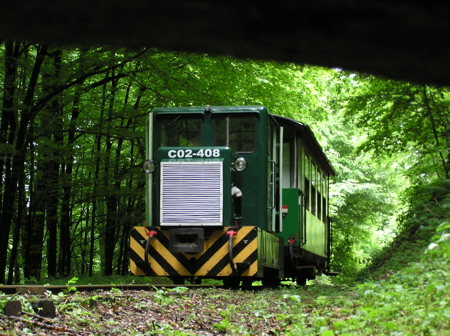
A C02-408 pályaszámú mozdony, mely Szeghalomban és Dunaújvárosban is közlekedett

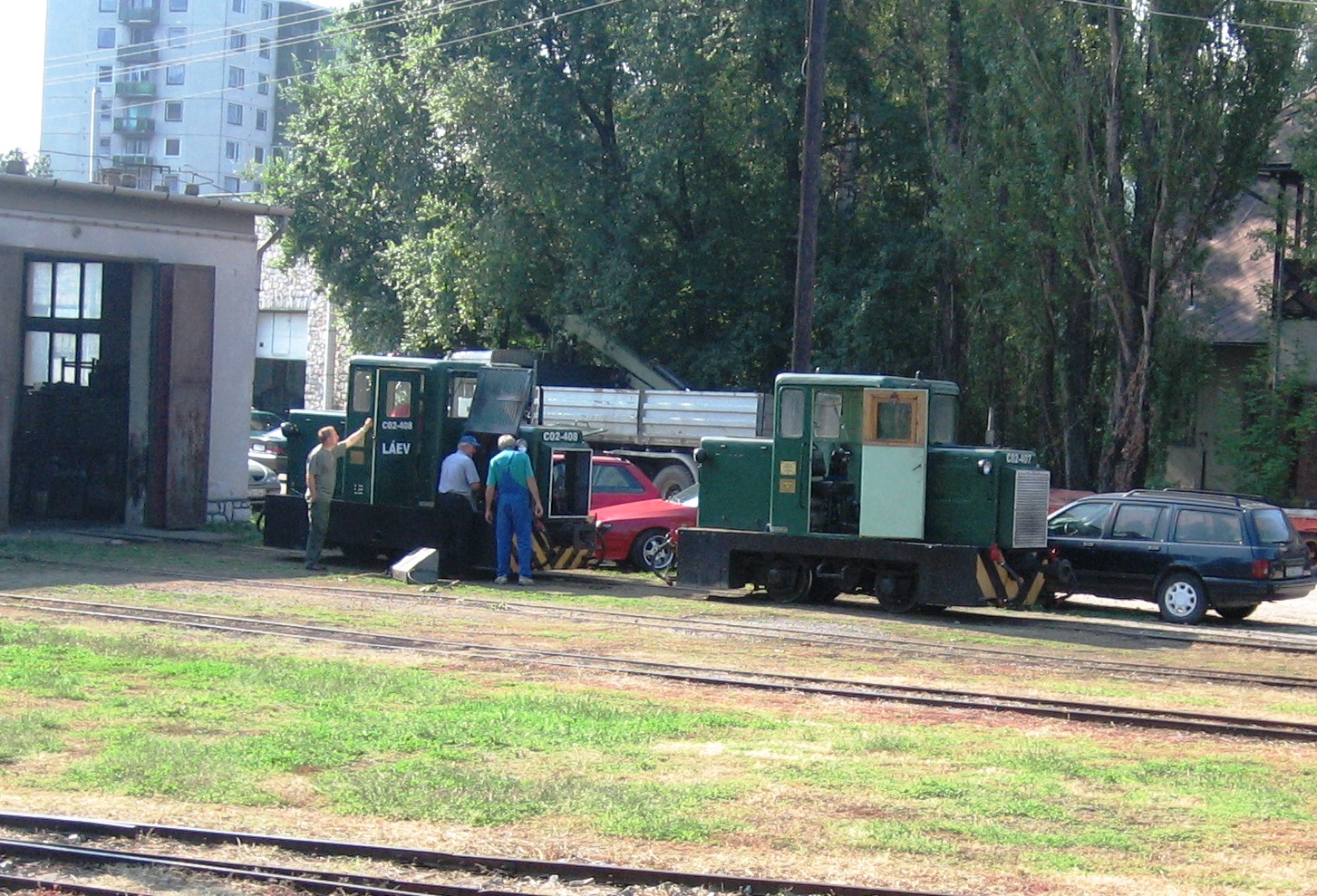
A két C–50 típusú mozdony Majláthon

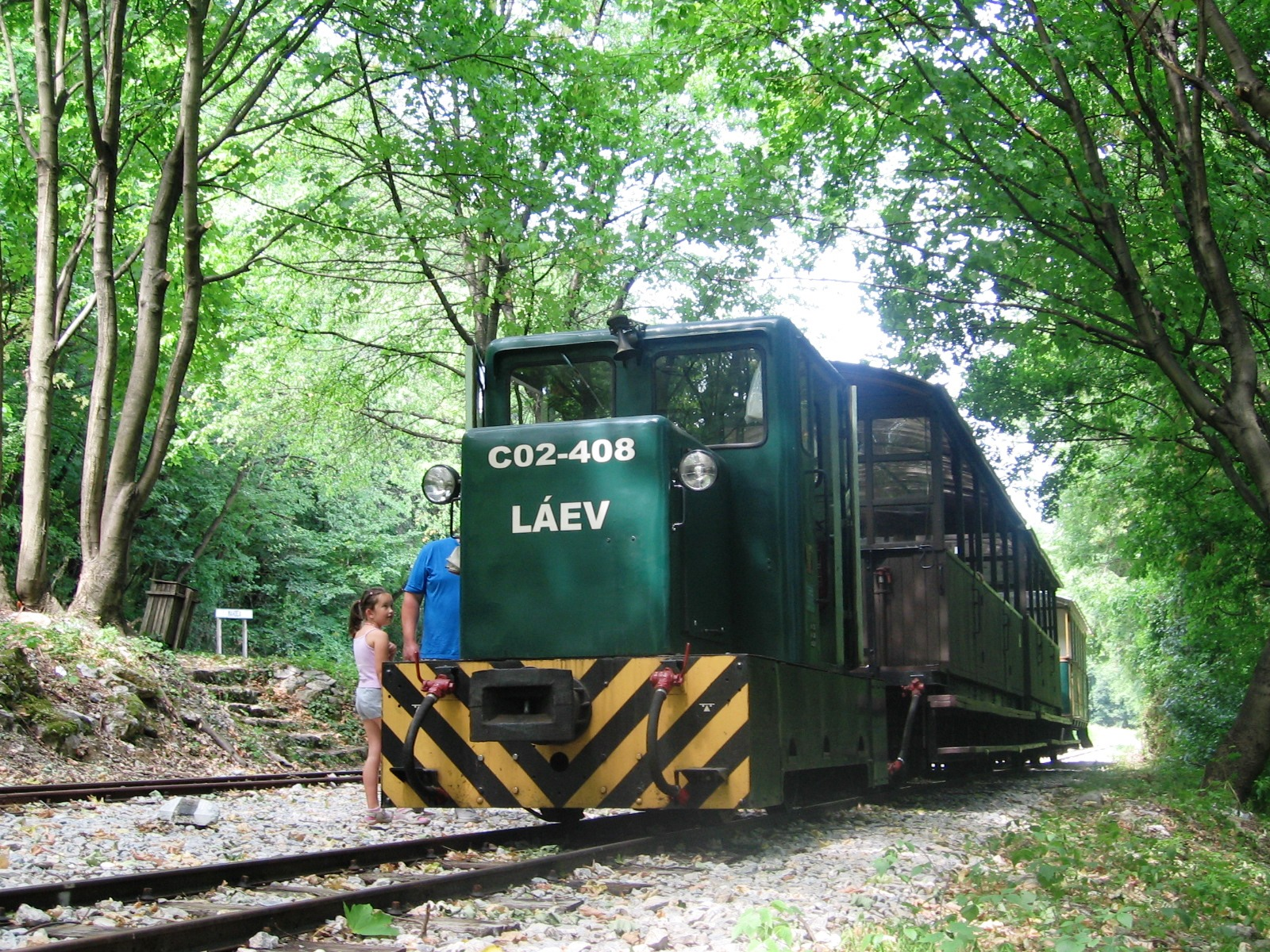
Mahócán

Lillafüredre az '50-es és '60-as években kerültek C–50 típusú mozdonyok. Eredetileg öt darabot vásároltak, a C02-402, -404, -406, -407 és -411 gépeket. Az Mk48-as mozdonyok érkezésével a személyforgalomból kiszorultak, innentől kezdve főleg a szárnyvonalakon dolgoztak, ám szükség esetén az Abamot motorvonat előfogatást is ezzel típussal oldották meg, nagy forgalmú időszakokban az 1970-es évektől kezdődően.

### C02-407
Ez az egyetlen olyan megmaradt C–50 mozdony, mely gyártásától fogva itt szolgál. A jármű külső csapágyas változatként, a GV 5700-as sorozatban lett legyártva. Az 1964-ben gyártott mozdonyt még gyártásának évében Lillafüredre vitték M-7 pályaszámon. A hatósági vizsgája 1964. március 4-én volt, mely után átszámozták D02-030-á. A 70-es években a motorját nagyobb teljesítményűre cserélték. Miután megszűnt a teherforgalom csak pályafenntartó járatokat továbbított, személyvonatokat nem. 2004-ben az akkor már C02-407-es mozdonyt elszállították a Bobo Kft.-hez. Itt légfékesítették, sűrített levegős homokolóval valamint légkürttel és nagyobb váltóval szerelték fel. Új festést is kapott, mely a korábbi világos helyett középzöld lett, így visszakapta eredeti, gyártási színét és küllemét. Legutóbbi felújítása során sajnos eredeti értékéből sokat vesztett, hiszen hibrid- hajtásrendszert kapott, és gyártási kivitelétől eltekintve belső csapágyassá alakították át, és homlokfényszórókat is kapott. Színtervében a mozdony nem változott, de hajtásrendszerében, megjelenésében már elvesztette eredeti mivoltát, mely a vasút első dízelmozdonyainak egyikeként jellegzetes és jelentős vasúttörténeti értéket képviselt. 
Amíg volt menetrend szerű forgalom a Mahócai szárnyvonalon főleg ez a mozdony vontatta a vonatokat mahóca felé. Az menetrend szerinti forgalom megszűnése óta főleg pályafenntartó járatokkal, valamint különvonatokkal közlekedik, illetve átalakítása óta rendszeresen közlekedik kis forgalmú napokon a fővonalon is menetrend szerinti vonatokkal.

### C02-408
A belső csapágyas, GV 3700 sorozatú mozdonyt 1956-ban gyártották és helyezték üzembe Szeghalmon. A következő évben átszámozták GV 3771-ra. 1962-ben a Dunaújvárosi Vidámparki Kisvasútra állomásították át, beceneve „Csaba” lett. 1976 és 2004 között Dunaújvárosban álldogált szobormozdonyként. 2004. július 15-én érkezett meg új helyére, Lillafüredre, romos állapotban. 2005 végén szintén a Bobo Kft.-hez vitték, ahol teljesen felújították, és légfékesítve, új pályaszámmal tért vissza 2006 elején.
A 407-es mozdony esetében leírt átalakítások a közelmúltban szintén végrehajtásra kerültek ezen a mozdonyon is, így a LÁEV eredeti színtervének megfelelő küllemben, de már hibrid hajtásrendszerrel közlekedik.
Érdekességként megemlítendő, hogy a mozdonyok felújítása miatt kieső vontatóállomány pótlását a GV 3737 pályaszámú, a Szob- Nagybörzsöny Erdei Vasúton szolgáló C50-es mozdony bérlésével oldották meg 2018-2019-ben.
Jelenleg a kis forgalmú napokon a fővonalon is gyakran közlekedik menetrend szerinti vonatokkal, de pályafenntartó szerelvényeket és különvonatokat is továbbít.

### Összefoglaló táblázat
| C02-408   | C02-408                  | C02-407               |
| Dátum     | Hely                     | Hely                  |
| 1956–1962 | Szeghalom                | Még nem gyártották le |
| 1962–1964 | Dunaújváros, vidámpark   | Még nem gyártották le |
| 1964–1976 | Dunaújváros, vidámpark   | Lillafüred            |
| 1976–2004 | Dunaújváros, szobor      | Lillafüred            |
| 2004–2005 | Lillafüred, üzemképtelen | Lillafüred            |
| 2005–2025 | Lillafüred               | Lillafüred            |

## B–26dízelmozdony

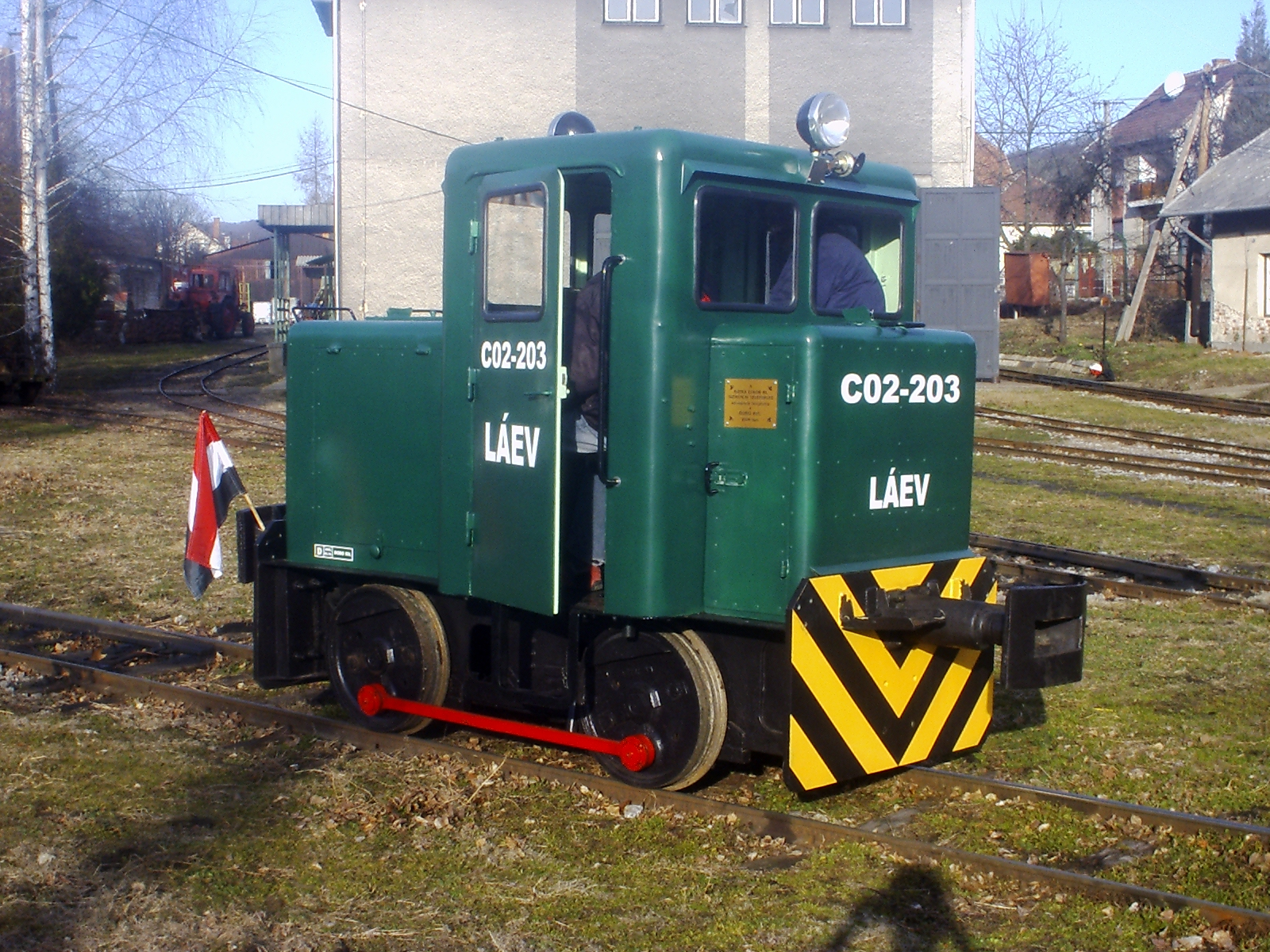
A C02-203, a B–26 típus utolsó képviselője

A B–26 típust a Gazdasági vasutak számára fejlesztették ki az A–26 továbbfejlesztéseként. Összesen körülbelül 100 mozdony készült, ám mára üzemképesen csak ez az egy mozdony maradt meg. Ez a tulajdonsága az értékét is tovább növeli.
A Lillafüredre került mozdonyt 1952-ben gyártották. 1972-ben került a Szerencsi Cukorgyárhoz, ahol 1969-ben selejtezték, majd 1972-ben kiállították. A Lillafüredi kisvasút 2004. augusztus 31-én vásárolta meg, majd a Bobo Kft.-hez szállították, ahol egy alapos felújításon esett át. Alacsony teljesítménye miatt csak több évenként látható különvonatok élén, illetve a múzeumok éjszakáján a Dorottya utcai végállomáson tartandó járműkiállításon találkozhatunk vele, utóbbi esetben évenként. Már évek óta üzemképtelen, felújításra vár. Felújítása után terv szerint fotósvonatokkal, illetve segélyvonatként fog üzemelni, a poggyászkocsikkal együtt.

## Egyéb vontatójárművek

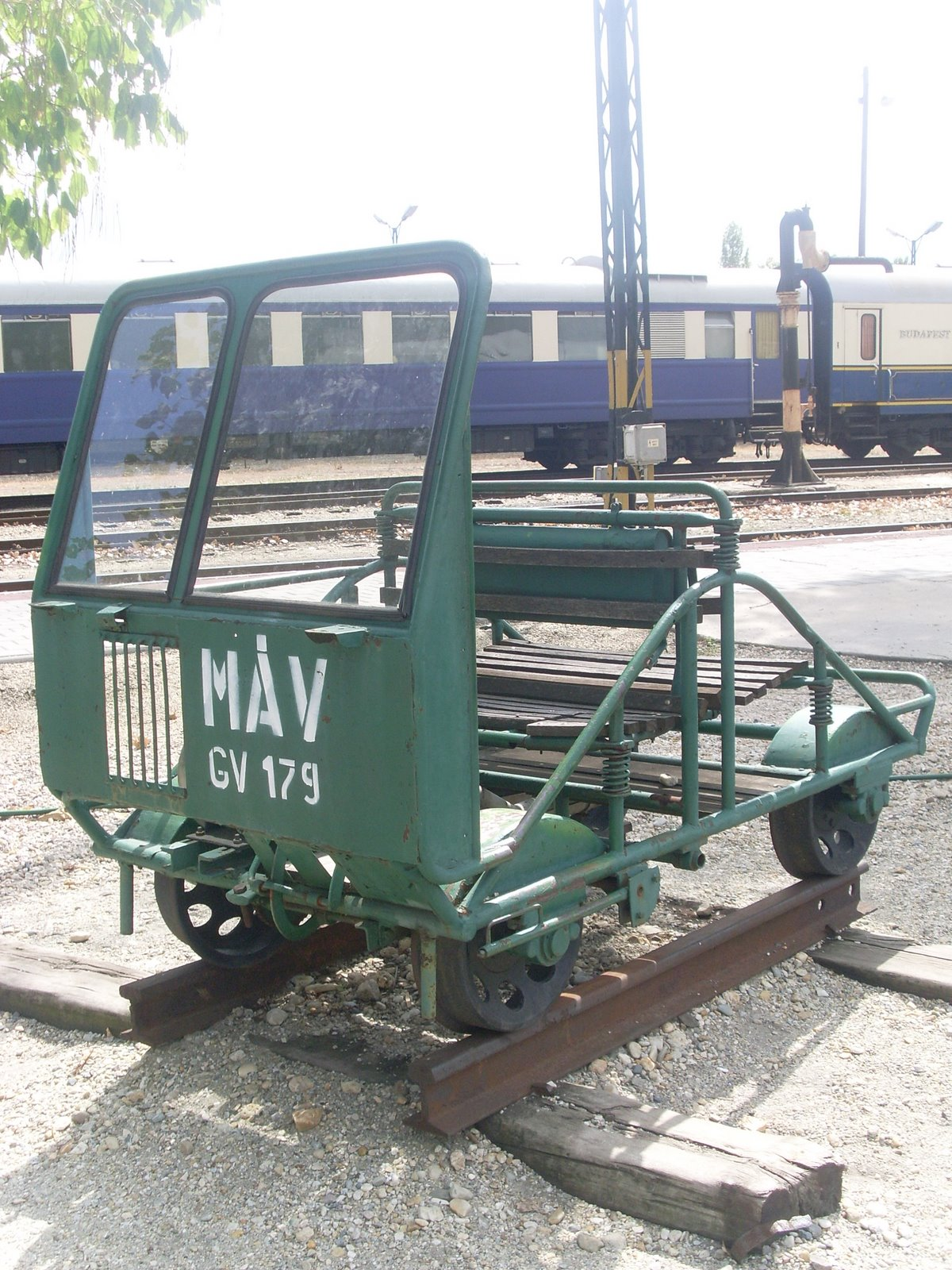
Az S02-112 (motoros hajtány) egyik testvére a Magyar Vasúttörténeti Parkban

### L–60dízelmozdony
A kelet-német gyártmányú mozdonyok máig ismeretlen okokból kerültek Magyarországra. Az országba került 6 mozdonyból 5 a MÁV állományát gazdagította. Ide tartozik a 61101 pályaszámú L–60-as is. 1953-ban már biztosan a Balatonfenyvesi Gazdasági Vasúton dolgozott, 1960-tól 1962-ig pedig Egerben volt megtalálható. 1962-ben átállomásították Várpalotára, később ugyanebben az évben Lillafüredre került. A MÁV a motorvonatot nem tudta nélkülözni, (bírósági döntés értelmében) kárpótlásul két L–60 mozdonyt küldött az erdészetnek. Az egyiket itt, a másik Szilvásváradon helyezték el. A 61101-es gép 1962 utáni további életútja ismeretlen, valószínűleg kis teljesítménye és gyakori meghibásodása miatt selejtezték.

### Motoros hajtány
Ezeket a járműveket a MÁV Felépítményi és Vasanyag Javító Ü. V. gyártotta az 1950-es években. Készült belőle normál és keskenynyomközű változat is. 3-5 fő utazhat rajtuk nyomtávolságtól függően, a szükséges szerszámokkal együtt. Tengelyelrendezése: A1. Névleges teljesítménye 11 kW, saját tömege 0,4 t.
A Lillafüredre került példányt is az 1950-ess években gyártották, ám az máig ismeretlen, hogy mikor került a LÁEV-hez. Itteni pályaszáma: S02-112. 2015 környékén eredeti ide kerülésének éveit idéző állapotára állították vissza, jelenleg a Lillafüredi Ökoturisztikai Központban tekinthető meg, mint kiállítási darab.

### Sínautó
A járművet a Balatonfüredi Hajógyár készítette az 1950-es években. Motorja 35 kW-os Škoda személyautó-motor volt. Tengelyelrendezése: A1. Az S02-109 pályaszámú gép az 1970-es években súlyos balesetet szenvedett, a kocsiszekrényét ARO felépítményre cserélték. Jelenleg nem közlekedik, motorja üzemképtelen, felújítása nincs napirenden.

### Jugoszláv GANZ motorkocsi
Bár a jármű hivatalos állományban sosem volt, mégis két évet töltött Lillafüreden tesztüzemben. A Belgrád- Dubrovnik közti vasút a Ganz gyártól rendelt motorkocsikat, ám a délszláv hegyvidékek tesztelése nem volt adott. Erre a LÁEV vonalán nyílt lehetőség, mely akkor már bizonyított a világszínvonalú keskeny nyomközű hegyi személyszállításban. A gyár csak a motorvonat 4 darab hajtott forgóvázát küldte el a vasútnak, illetve a vezérlőegységet 1937-ben. A forgóvázakat két teherkocsi alá szerelték, azokra bódét tettek a motornak és a kezelőszerveknek. A motorvonat sikeresen rótta a kilométereket a hegyi pályán, így 1938 őszén budapesti összeszerelési kitérővel meg is kezdték útjukat Belgrádba.

## Személykocsik

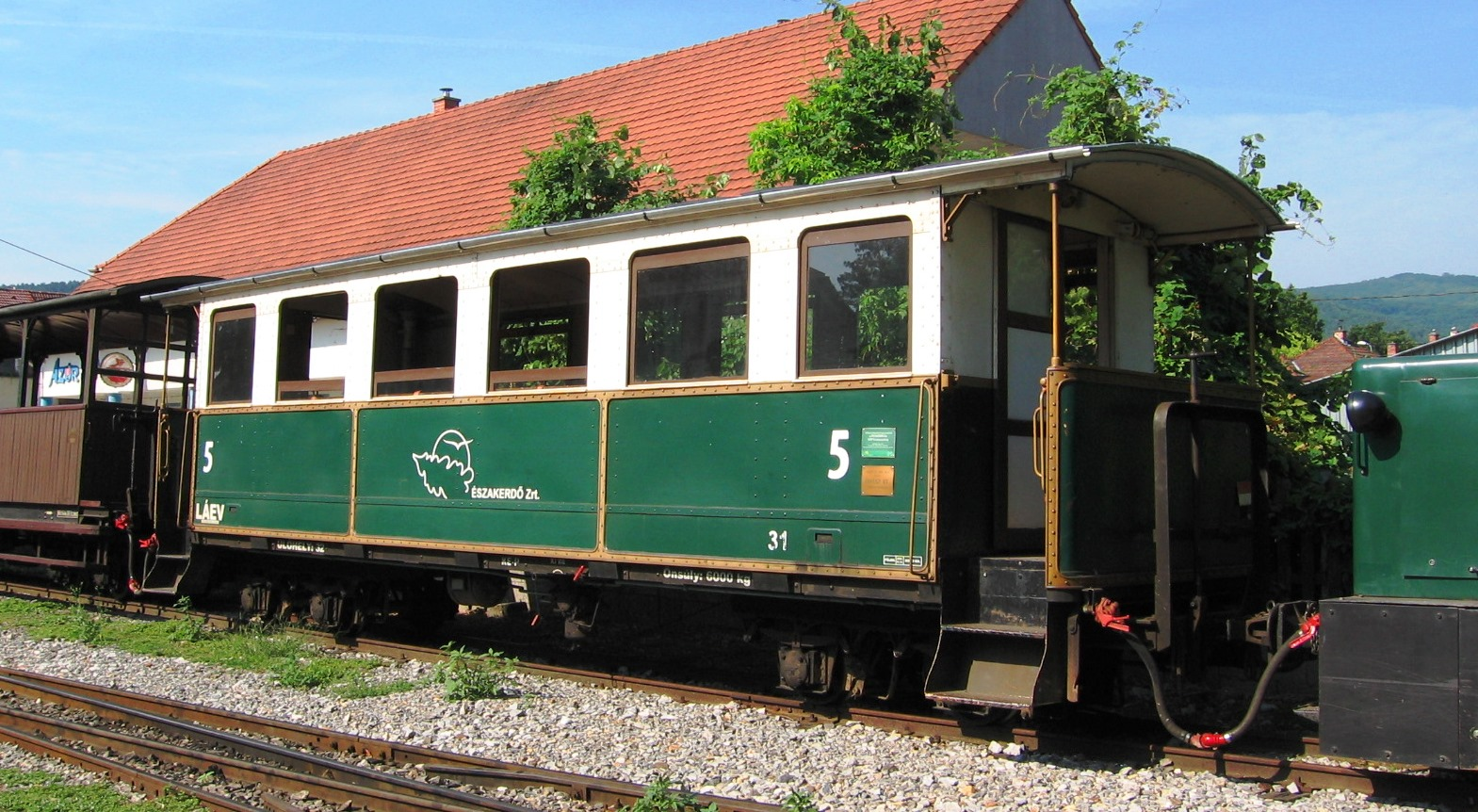
31-es kocsi

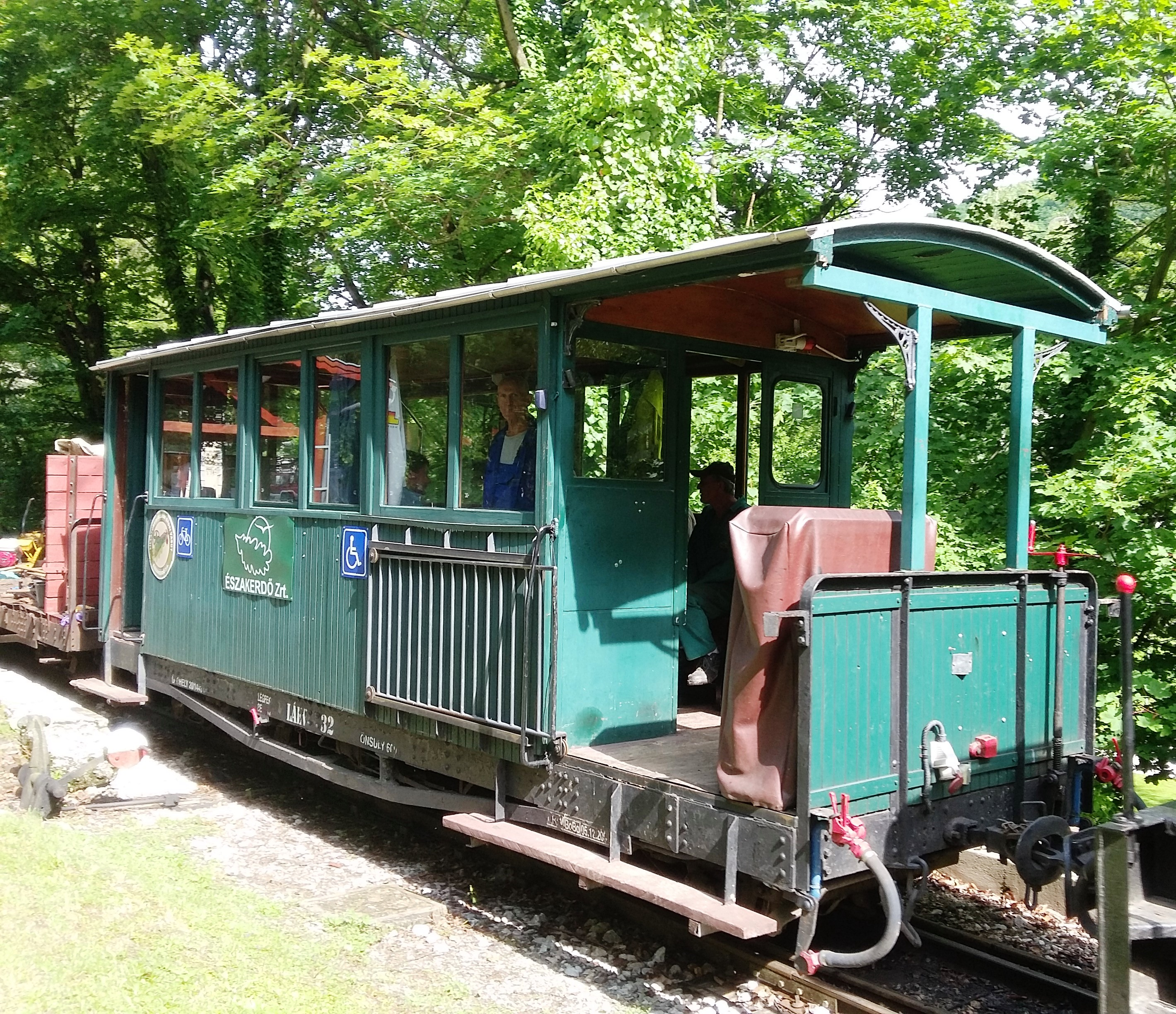
Az akadálymentesített 32-es személykocsi

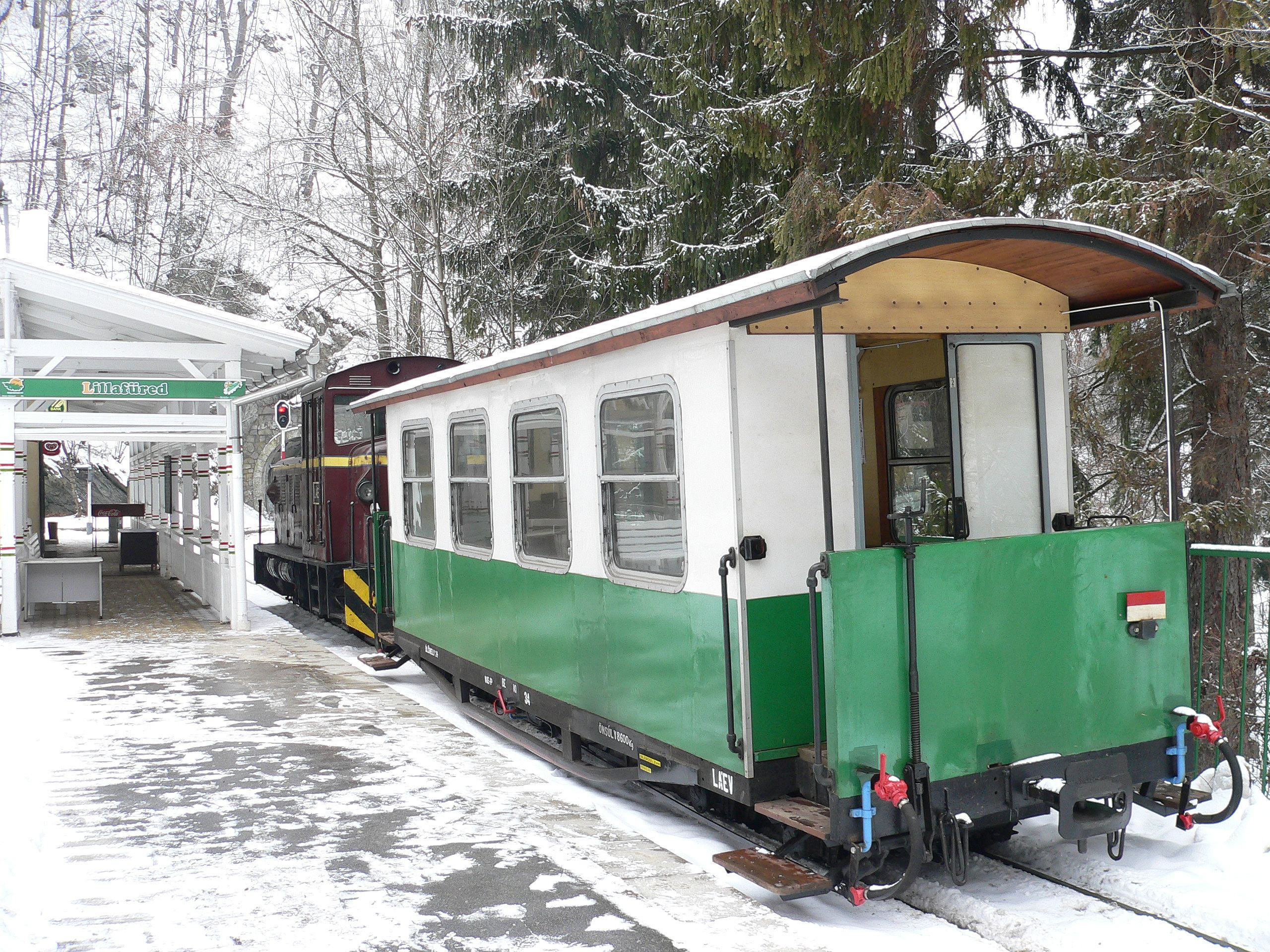
A 33-as és 34-es kocsik egyike még régi állapotban

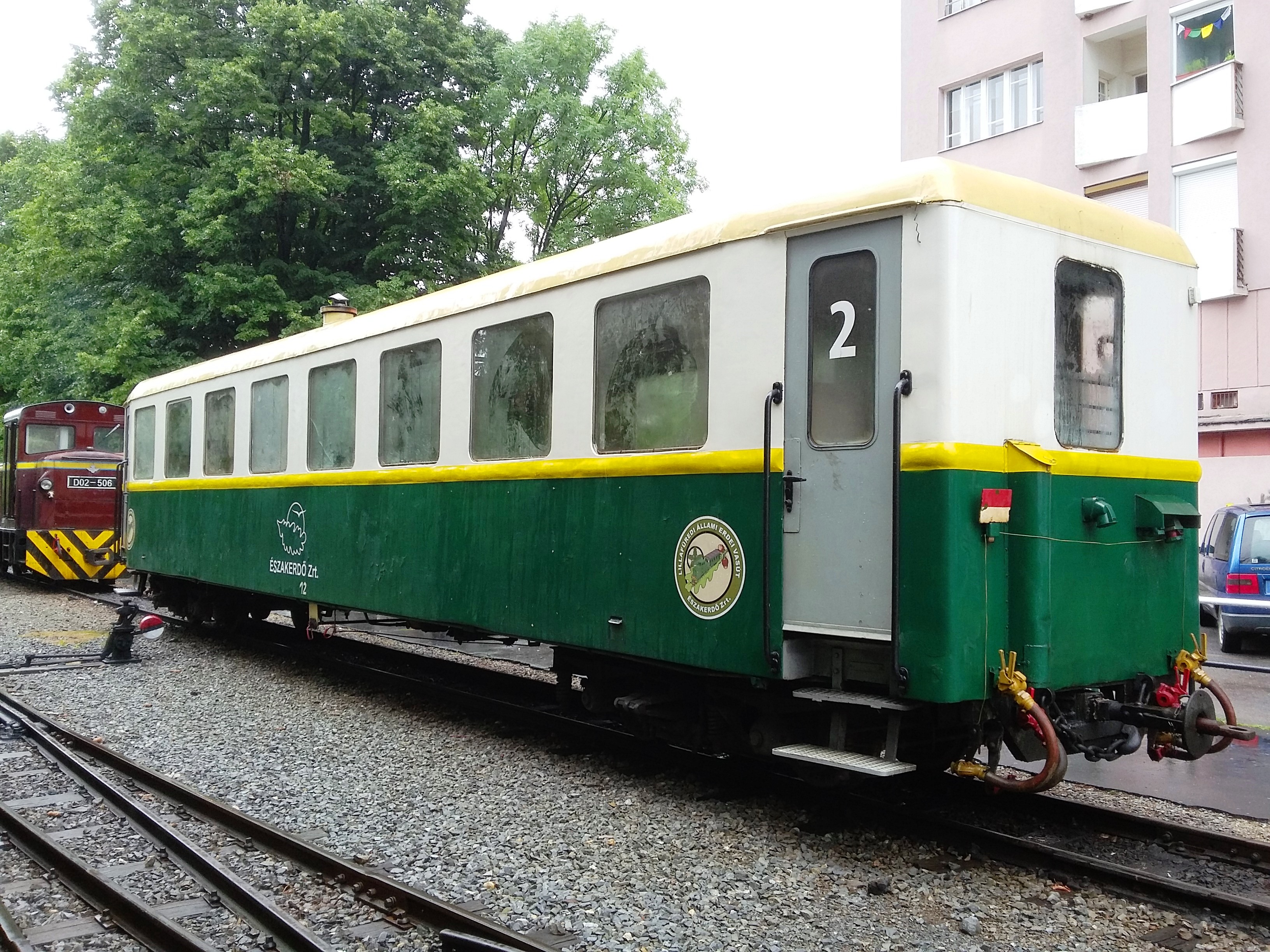
A 12-es Bax kocsi a Kiliánban.

A vasúton 1923 óta van menetrend szerinti személyszállítás, ám az első igazi személykocsik csak 1925-ben érkeztek meg. A járművek megérkezése előtt az utasok padokkal ellátott teherkocsikban utazhattak.

### Diamond nyitott kocsik
A kocsikat az Orenstein & Koppel gyártotta 1928-ban teherkocsik alvázára. Ezek a kocsik teljesen egyediek, más kisvasutakra sohasem készült hasonló kocsi. A járművek ma is nagyban hasonlítanak gyári állapotukhoz. Összesen négy darab készült a LÁEV számára, és mind a négy ma is üzemel 351, 352, 353 és 354 pályaszámokon. Külsőre csak kisebb különbségek vannak a kocsik gyári állapotához képest. Ilyen a végüknél az üvegfal (régen falécek voltak), továbbá a függönyök levétele. Gépészetileg az egyetlen változás, hogy 2002-ben légfékesítették az össze Diamond kocsit.
A kocsik 4 tengellyel rendelkeznek, 8,2 m hosszúak, legnagyobb széleleségük, 2550 mm, legnagyobb magasságuk 3000 mm és saját tömegük 6 t. A kocsikban 8 sor ülőhely van, egy-egy sor egymással szembe néz. Minden sor padon 4 ember fér el, így összesen 32-en ülhetnek le egyszerre. Ajtajai kifelé nyílnak, oldalanként 4-4 ajtó található minden járművön. Festésük zöld-fehér. Csak nyáron, a turistaszezonban közlekednek. Állapotuk idővel igen leromlott, forgóvázaik sem voltak már biztonságosak, ezért a kocsikat az elmúlt évek folyamán forgalomból kivonva sorozatban újították fel, jelenleg mindegyik üde, 20-as éveket idéző, kifogástalan állapotban igazi múzeumi darabként közlekedik, immár több mint 90 éve.

### Kis MÁV nyitott kocsik
A kocsikat a MÁV miskolci főműhelye készítette teherkocsik alvázára 1925-ben, ezáltal ezek a LÁEV legrégebbi, ma is közlekedő személyszállító járművei. A kocsik 4 tengellyel rendelkeznek, 8,85 m hosszúak, legnagyobb magasságuk 3,3 m, legnagyobb széleleségük, 2550 mm és saját tömegük 6 t. Ezek a kocsik teljesen egyediek, más kisvasutakra sohasem készült hasonló kocsi. A járművek ma is nagyban hasonlítanak gyári állapotukhoz. Összesen négy darab készült a LÁEV számára, és mind a négy ma is üzemel 301, 302, 303 és 304 pályaszámokon.
A kocsik eredetileg világosbarna színűek voltak, de ma már a Nagy MÁV kocsikhoz hasonló sötétbarnára színben láthatóak. Belső burkolatuk barna színű fa lambéria. Az első és hátsó ülőhelyeken 4, a közbülsőkön 3 ember fér el egymás mellett, összesen 32 ülőhely van rajtuk. Csak nyáron, a turistaszezonban közlekednek. Eredetileg nem voltak légfékesek, ez 2002-ben történt meg. Gyárilag a kocsik tetőszerkezete kevésbé volt ívelt, tetejükön díszes petróleumtartályok voltak, 2-2 kocsinként. Erre azért volt szükség, mert gyártásuk idejében éjszakai személyszállítás is volt, és ezt elektromos áram híján petróleummal oldották meg. Eredetileg ezekben a kocsikban is volt függöny, melyet az első osztályú forgalom megszüntetésével leszereltek 1939-ben. A kocsik az 1970-es évekig a gyári állapotukban voltak láthatóak, 1976 körül a tetőszerkezetet teljesen kicserélték, a kocsik ajtajainak számát, amely eredetileg 5-5 volt mindkét oldalon, lecsökkentették, így elnyerve mai arculatukat.
Legutóbbi felújításuk során eredeti, világosbarna színtervüket kapták vissza, illetve a fém fogantyúkat is újrafényezték fekete színűre. Ezzel a járművek egy lépéssel közelebb kerültek gyártáskori állapotukhoz. A Diamond kocsikkal együtt történelmi értéküket szem előtt tartva "megmenekültek" a Bax és a nagy- máv kocsikat érintő hosszanti átjáróajtók kialakításától.

### Nagy MÁV nyitott kocsik
A kocsikat a MÁV miskolci főműhelye gyártotta 1979-ben. A kocsik szintén teljesen egyediek, csak ez a 4 db létezik belőlük. Mint ahogy a neve is mutatja ez egy nagyobb kapacitású kocsi, 44 db ülőhely van benne. Belső elrendezése elég érdekes, az ülések közti folyosó cikcakkos. Pályaszámaik 305, 306, 307 és 308. A kocsik alapját a keskeny nyomközű vasutak teherkocsi állományának gerincét képző Jah sorozatú pőrekocsik képzik. 2018-2019 -es felújításuk során a járművek eredeti színüket megtartották, az ülések elrendezése, azok azonban megváltozott, és új fa burkolat, belső tér került beszerelésre, az elektromos lámpákkal együtt. A nagy MÁV-kocsik a Bax- okhoz hasonlóan fekete, hosszanti átjáróajtót is kaptak.

### 31-es, és a "Kassa" zárt kocsi
Ezt a járművet(31) a LÁEV építette az 1930-ban házilag. A 6 t tömegű, 32 ülőhelyes, 10200 mm hosszú „oldtimer” kocsi teljesen egyedi, szegecselt lemezes. A jármű alapjaként truck-pár forgóvázat használtak. Színezése az eredeti, felül fehér, az ablakok vonala alatti lemezeket összetartó szegecselt sor arany, az ez által közrefogott alsó rész pedig sötétzöld színű.Az egyik oldalán 6, a másikon 5 ablak van. Az egyik oldalon azért van kevesebb ablak, mert a kályhát oda építették be. A 31-es kocsit 2005. július 1-én hozták vissza a Bobo Kft-től a légfékesítés után. Másnap már menetrend szerű szerelvényben volt látható. Jelenleg főleg hűvösebb időben, illetve különvonatokban a szárnyvonalon közlekedik, télen és a meleg nyári időben szinte alig, bár néha vannak kivételes alkalmak. A kocsiból eredetileg 2 db készült, ám a másikról néhány fotó kivételével semmilyen dokumentáció maradt fenn. Sorsát valószínűleg a második világháború viszontagságai pecsételték meg. A közelmúltban a 31-es kocsival azonos megjelenésű és szerkezetű kocsi visszaépült, és a Kassa nevet kapta jelezvén a vasút országhatárokon átnyúló kapcsolatait.

### 32-es zárt, akadálymentesített kocsi
A 32-es kocsit az 1960-as években gyártották, természetesen akkor még nem akadálymentesítettként. A kocsi hossza 8095 mm, legnagyobb magassága 3070 mm, legnagyobb szélessége 2500 mm. Az átalakítás előtt összesen 3 ajtóval rendelkezett, az egyik oldalon 2 a másikon 1 ajtó volt. (Ma az egyik végén összese 1 db ajtó, a másik végén nyitott peronos.)
A kocsit a Bobo Kft-hez szállították, ahonnan 2007. június 12-én érkezett vissza. Az átalakítás során akadálymentesítették. Az egyik végét nyitott peronúvá alakították át, és egy emelőszerkezetet építettek be, amivel a kerekesszékesek is fel tudnak szállni. Az elektromos emelő a mozdony áramellátásáról működtethető, annak hiányában a saját akkumulátorát használja. A belső elrendezése is megváltozott. Az összes ülés lehajtható lett. Összesen 20 ülőhely van, de ha 3 kerekes székes utas is felszáll, már csak 14-es ülhetnek le. Továbbá lehetőség van még kerékpárokat is szállítani felállított helyzetben, melyeket egy külön erre a célra kialakított kapókra lehet akasztani. Az átalakított kocsi 2007. június 19-én kapta meg a használatbavételi engedélyt, és 2007. szeptember 2-án tartották a hivatalos bemutatót. Jelenleg normál esetben csak ritkán közlekedik, de szükség esetén külön kérésre beteszik valamelyik szerelvénybe. A kocsit mindig a szerelvény keletebbi, a Dorottya utcához közelebbi végükhöz teszik be, mivel Garadna és Lillafüred állomások úgy lettek kialakítva, hogy az elektromos emelő működésének biztosítása csak ilyen módon lehetséges.

### 33-as és 34-es zárt kocsik
A 33-as és 34-es pályaszámú kocsikat a LÁEV házilag gyártotta teherkocsik alvázára 2002-ben. A két példány teljesen megegyezik. Kocsinként 24 db ülőhely van, a fel és leszállás a kocsi két végén található peronon lehetséges amely fékezőállás is egyben.
Az utastér fűtését fa tüzelésű kályha biztosítja. Az elmúlt években teljes körű felújításon estek át, kívül-belül tematikus, a bükki és a magyarországi vadászatot, illetve vadállományt bemutató kocsikká alakultak. Főként különvonatokban közlekednek a szárnyvonalon, ám a Mikulásvonat közlekedési idejében, hétvégenként, menetrend szerinti forgalomban is lehet találkozni velük. A PFT vonatokban, a munkások szállítását is gyakran ezzel a kocsival oldják meg.

### Bax zárt kocsik
A Bax sorozatú kocsikat a MÁV Debreceni Járműjavítója gyártotta 1958 és 1960 között. Igen sok példány készült, így a legtöbb magyarországi kisvasúton megtalálható. A LÁEV járműparkjában ezek a legnagyobb kocsik, 54 ülőhely van bennük. Szerkezetében a WC hiányában, és (2019-ig) az átjáróajtók hiányában különbözik az ország más vasútjain közlekedő, azonos típusú társaiktól. 14300 mm -es hosszuk miatt a szárnyvonalon nem közlekedhetnek, ezért egyedül a fővonalon lehet velük találkozni ősztől tavaszig rendszeresen, továbbá a hűvösebb nyári napokon. A Mikulásvonatban mind a négy kocsi részt vesz, ezért a téli forgalmat a 33 és 34 kocsikkal látják el.
A ma is Lillafüreden közlekedő kocsik a Hegyközi Kisvasúton kezdték a pályafutásukat Bax 273, Bax 274, Bax 276 és Bax 277 pályaszámokon. 1980-ban a Budapesti Gyermekvasútra szállították a kocsikat. 1990-ben a MÁV és a LÁEV között létrejött járműcsere értelmében a motorvonatért és azok mellékkocsijaiért ellentételezésképpen a MÁV Lillafüredre küldte a sokkal értéktelenebb 4 db Bax sorozatú személykocsit, ahol 1991-ben vettek részt először forgalomban 11-es, 12-es 14-es és 15-ös pályaszámokon. A kocsikat 2004-ben, majd 2014-ben is felújították. Utóbbi esetében külsejük teljesen megújult, belsejében a LÁEV járműveit,bemutató tematikus "kiállítást" illetve kerékpár szállítására alkalmas egységet alakítottak ki. A kocsik több más jellegzetességeikben (csomagtartók, ütközők, átjáróajtók hiánya, eltérő linóleumozás stb.) is eltérnek az országban más helyeken lévő, többnyire azonos kivitelű Bax kocsiktól. Jelenleg a színtervük is a 2014-es felújítás óta van jelen: zöld és fehér oldalfal, valamint krémszínű tető és sárga díszcsíkok, amely a vasút egységét, illetve a motorvonat második színtervét szimbolizálja.
2019-es felújításuk során a kocsik előző színtervüket megőrizték, oldalukon azonban 3 vékony sárga csíkból álló keret került felfestésre, amely szintén a motorvonat színtervére emlékeztet. Ezzel párhuzamosan a járművek feketére festett hosszanti átjáróajtót is kaptak a homlokfalukon, amelyekkel eredeti, gyártáskori állapotunkban is rendelkeztek. Érdekesség, hogy a kocsik felújítása alatt a kiesett járműveket kettő, Debrecenből szerzett azonos típusú, de debreceni kialakítású, sötétzöld színű kocsival pótolták, amelyek a 2019-es mikulásvonat részét is képezték. Jelenleg ezek a járművek a forgalmi telepen, eredetileg sem túl jó állapotban várják felújításukat, átalakításukat és a vasútnál töltött szolgálati éveiket, vagy esetlegesen visszaszállításukat Debrecenbe.

### Összefoglaló táblázat
| Dátum     | Diamond    | Kis MÁV    | Nagy MÁV   | 31         | 32         | 33,34      | Bax        |
| Dátum     | Hely       | Hely       | Hely       | Hely       | Hely       | Hely       | Hely       |
| --------- | ---------- | ---------- | ---------- | ---------- | ---------- | ---------- | ---------- |
| 1925-1928 | -          | Lillafüred | -          | -          | -          | -          | -          |
| 1928-1930 | Lillafüred | Lillafüred | -          | -          | -          | -          | -          |
| 1930-1959 | Lillafüred | Lillafüred | -          | Lillafüred | -          | -          | Sárospatak |
| 1959-196? | Lillafüred | Lillafüred | -          | Lillafüred | -          | -          | Sárospatak |
| 196?-1979 | Lillafüred | Lillafüred | -          | Lillafüred | Lillafüred | -          | Sárospatak |
| 1979-1980 | Lillafüred | Lillafüred | Lillafüred | Lillafüred | Lillafüred | -          | Sárospatak |
| 1980-2002 | Lillafüred | Lillafüred | Lillafüred | Lillafüred | Lillafüred | -          | Budapest   |
| 2002-     | Lillafüred | Lillafüred | Lillafüred | Lillafüred | Lillafüred | Lillafüred | Lillafüred |

## Teherkocsik

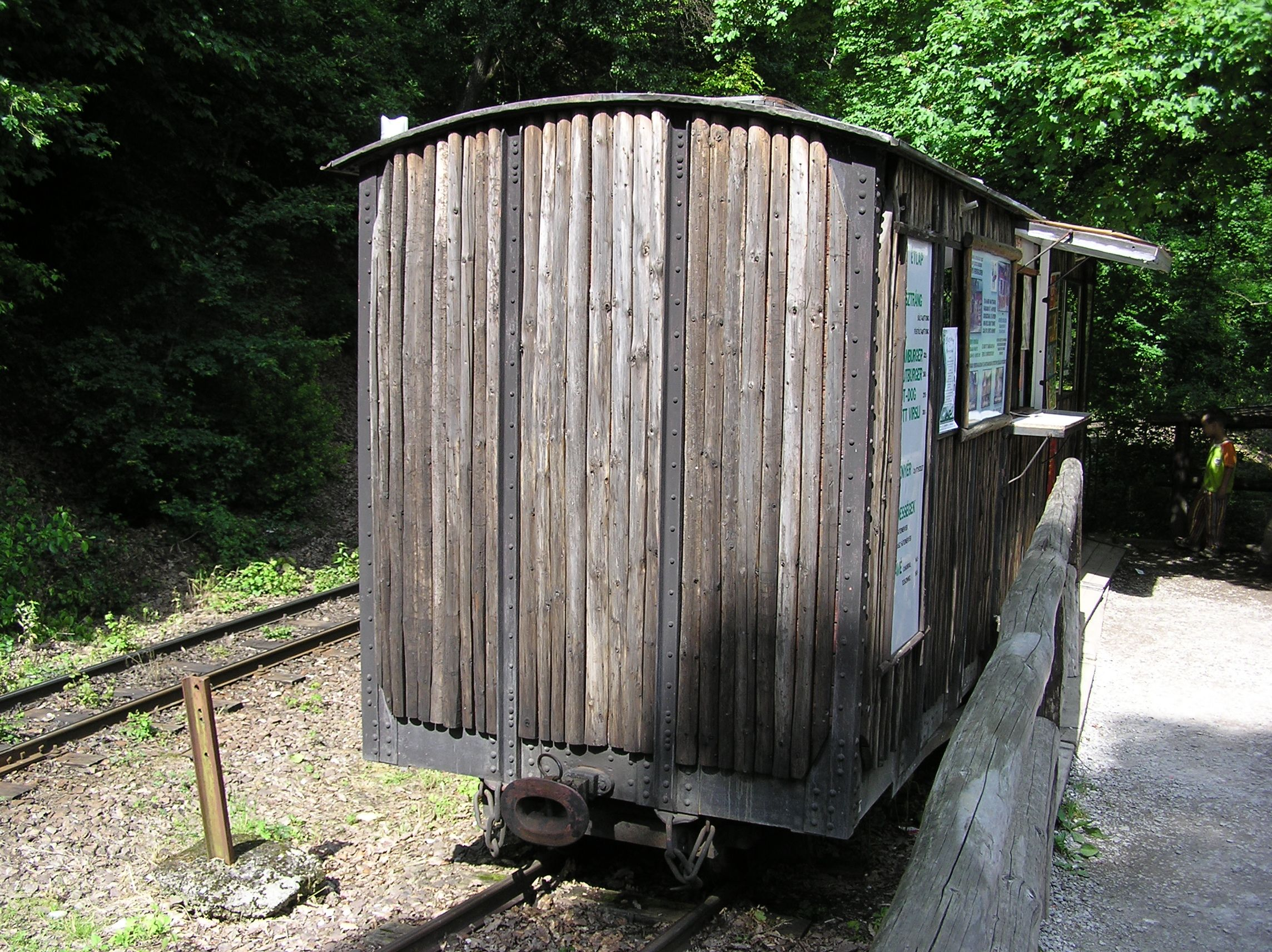
A ma már a Szilvásváradi Erdei Vasúton lévő Gr 502 pályaszámú fedett teherkocsi, mely Lillafüreden az 1920-as években állt forgalomba és a '80-as években vitték Szilvásváradra büfékocsinak

A teherkocsik száma a teherszállítás megszüntetése óta megfogyatkozott. Nyitott kocsikból napjainkban is több van Majláthon, némelyik üzemképes és pályafenntartó, valamint fotóvonatokon üzemel, némelyik csak üzemképtelenül vesztegel. A teherkocsi-járműpark nagy része nyitott kocsikból áll. Ilyen például a Jah sorozatú teherkocsi, de még két önürítős Uba kocsija és két poggyászkocsija is van a vasútnak. Fedett teherkocsikból mára már csak egy maradt, mely az 1920-as években került állományba, jelenleg 503-as pályaszámon fut. 
A pontos járműállomány, illetve járműtörténet felállítása nehéz feladat, hiszen a kisvasutak esetében szabályos "cserekereskedelem" folyt a teherkocsikkal és a gőzmozdonyokkal is. Sok esetben az ilyen cseréket nem dokumentálták, sokszor pályaszámozatlan kocsik egyik vasútról másikra történő szállítása nehezíti meg a dolgot, így legtöbbször csak korabeli feljegyzésekre, illetve fotókra támaszkodhatunk, melyek azonban biztos pontként szolgálnak.
Jah
A kocsik 1960–1961-ben készültek a MÁV Székesfehérvári Járműjavító Üzemében. A kocsik elkészítését a MÁV tulajdonában álló kisvasutak egyre nagyobb szállítási igénye tette szükségessé. A kisvasúti teherforgalom az 1960, 1970-es években élte virágkorát, ezért észszerűvé vált, ezen kisvasutak járműállományának korszerű és megbízható fejlesztése. Ez indokolta továbbá az Uba, Mk48, Bax, Cax járművek megtervezését, illetve elkészítését. Egyes források szerint a kocsi tervei már a 2. világháború alatt elkészültek, az erdélyi kisvasutak kiszolgálása érdekében, ám komoly lépések nem történtek a járműtípus fejlesztését illetően.
A LÁEV-hez eredetileg 33 db ilyen típusú, eredetileg oldalfallal rendelkező kocsi érkezett használtan MÁV kisvasutakról az 1960-as évek második felében. Ezek a vasúton főleg dolomitot szállítottak, a szomorúi rakodóról, illetve több bányarakodóról (pl. Mártabánya, Garadnai kőfejtő) Ládra, illetve kőszenet Ládról a Chinoin és a Papírgyár számára az 1980-as évekig. A kocsik állapota egyenesen arányosan romlott a vasút teherszállítási kihasználtságának csökkenésével. Miután a Lenin Kohászati Művek, a Borsodi Szénbányászati Tröszt, illetve a Chinoin és a Papírgyár is felmondta szerződését a LÁEV-vel, kizárólag a faanyag szállítása maradt a vasút egyetlen teherszállításból származó bevételi forrásaként. A szerződés felmondási oka egyébként az volt, hogy a diósgyőri szénbányák kezdtek kimerülni, a bükki dolomitbányászat megszűnt, az LKM számára a szükséges szén beszerzése sokkal olcsóbbnak és gazdaságosabbnak bizonyult a tehergépjárművek, illetve a MÁV révén. A Papírgyár az 1980-as évek vége felé pedig átállt a földgáz üzemre. 
A LÁEV vezetősége látván a teherforgalom gyengülését, és a személyforgalomban rejtőző lehetőségeket, 1979-ben két kiválasztott kocsi alépítményére 305 és 306 pályaszámmal személykocsit készíttetett a Miskolci Járműjavító Üzemben. A másik kettő Nagy MÁV-ot 307 és 308 pályaszámmal, már a LÁEV készítette el házilag az előző kettő tervei alapján. Ekkor a megmaradt kocsik nagy részéről, az oldalfalat elbontották, és átalakították a faanyag szállításának megfelelő kocsikká. Miután a bükki faanyag kitermelése is megszűnt, illetve a megmaradt faanyagot már közúton szállították, a vasút addigi fő profilja is kiesni látszott. A teherszállítás 1994-ben szűnt meg teljesen, ekkor a Jah kocsik többségét a Közép-Garadnán lévő kitérőbe száműzték, ahol 2004-ig, rozsdásodtak. Ekkor levontatták őket Majláthra, és többüket véglegesen kivonták a forgalomból. 1 kocsi 2004 és 2010 között Garadnán állomásozott, gazdagítva az ottani járműskanzent. Ma már csak néhány üzemel PFT szolgálatban, döntő többségük rendkívül rossz állapotban lévő alkatrészbánya a hasonló alépítményű kocsikhoz.
Uba
A kocsik története a vasútnál 2002-ig nyúlik vissza, amikor is a LÁEV járműparkjának fejlesztése, és a szükséges felújítások elvégzése érdekében megvásárolta őket a MÁV Nyíregyházi kisvasútjától. A kocsik gyártásának előzményeit lást a Jah kocsik rész bevezetőjénél. A kocsikat 1961-1962-ben gyártották, azonos körülmények között mint a Jah-kocsikat. A kocsik felépítménye egyik oldalra billenthető, így biztosítva az ágyazat maradéktalan kiürítését.
Truck-pár forgóvázas házi pőrekocsik
A LÁEV megnyitása idején nem létezett egységes arculat a kisvasúti teherkocsikat illetően. A kocsikat O&K forgóvázakra, ú.n. truck-pár-okra szerelték. Bővebben lásd a truck pár kocsiknál. A kocsik felépítménye házilag szegecselt váz volt, méretük nagyjából megegyezik a kis MÁV kocsik alvázával. Eredetileg egyik sem volt légfékes, és nem is légfékesítették őket később sem. A kocsiik érdekessége, hogy 1923-ban a személyszállítás megindulása idején 4 kocsiba fa padokat szereltek, az utasok igényeinek kezdetleges kielégítésére. A padokat a személyforgalom céljainak sokkal inkább megfelelő kocsik legyártása után lebontották, és a kocsik tovább üzemeltek eredeti rendelkezésük szerint. Később a kocsik közül néhányra oldalfalakat szereltek, hogy biztosítsák a dolomit és a szén szállítását, nagyobb oldalfalas erre alkalmas kocsik híján. A Jah kocsik megérkezése után a kocsik szinte kizárólag a farkasgödöri és a kerekhegyi vonalon közlekedtek, hiszen a vonal kis sugarú íveinek köszönhetően, csak ez a pőrekocsi típus tudott itt közlekedni, és ellátni a teherforgalmat. A kocsik gyártástól számítva a vasúton szolgáltak egészen az 1980-as évek teherszállítási hanyatlásáig. Ekkor a kocsik egy részét elbontották, másik részének további sorsa ismeretlen. A vasút 5 darabot őrzött meg belőle, ebből az egyedi típusból, egyre teherautó billencset, és motoros darut, egyre pedig permetező tartályt szereltek. A megmaradt kocsik gyakran vesznek részt PFT szolgálatban, elsősorban a mellékvonalon.
Forgóvillás rönkszállító kocsi "truck pár"
A kocsik szerkezete tulajdonképpen 2 db forgóváz, középen szabványos kisvasúti ütközővel összekapcsolva, így alkot 2 forgóváz egy párt. A forgóvázak középső részére 1-1 forgóvillát szereltek, amelyek biztosítják a nagy rönkök szállítását. Az egyik forgóváz végére fékezőállást szereltek. A kocsikat, illetve a forgóvázakat a budapesti székhelyű Orenstein & Koppel és a Roessemann &Kühnemann cég gyártotta feltételezhetően a húszas évek elején, ahonnan egyből a vasúthoz kerültek. A kocsik kizárólag nagy rönkök szállítását végezték elsősorban a kerekhegyi rakodó és a ládi rakodó közt. A rönköket a kocsin hosszanti irányba helyezték el. További sorsukról nagyon keveset tudunk, jelenleg 1 pár maradt meg felújított állapotban 8-as pályaszámmal. Fellelhető még egy pályaszám nélküli, ám a 8-assal azonos felépítésű és LÁEV feliratú kocsi is a Fertőbozi skanzenben. A kocsik elsősorban fotótehervonatokban vesznek részt, PFT forgalomban ritkán látni őket. 2004 és 2010 között a kocsi Garadnán volt kiállítva a járműskanzenben. Vannak fotók és források, melyek sokkal több kocsiról tanúskodnak, ezek valószínűleg csak vendégek voltak a vasútnál, legfeljebb 2-3 évig.
Fedett teherkocsi
A kocsi gyártási adatairól, és idejéről szinte semmilyen adat nem maradt fenn. Annyi biztos, hogy 3 darabot készítettek a LÁEV megbízására feltételezhetően az akkor még a Perecesi kitérőben lévő telephelyen Gr 501, Gr 502 és Gr 503 pályaszámokkal. Eredeti rendeltetése valószínűleg élőállat és/vagy romlandó, időjárásérzékeny áruk szállítása volt. Szintén biztos hogy a kocsik 1932-ben már a vasút állományát képezték, ám gyártási ideje korábbra datálható. Az 501-es kocsit a 70 es években vitték Kecskemétre. Itt Kecskemét KK-n a járműskanzenben tekinthető meg. Az 502-es kocsit a 80-as években szállították Szilvásváradra, ahol büfékocsiként üzemel a mai napig. A kocsik visszaszerzése nincs napirenden. Az egyetlen, eredeti helyén megmaradt kocsi, a Gr 503-as ma már szerszámokat szállít, kizárólag vasútüzemi feladatokat lát el, gyakran vesz részt PFT vonatokban, Néhány évvel ez előtt teljes felújításon esett át, újrafestették, illetve az oldalát borító deszkákat is kicserélték.
O&K poggyászkocsi
Lillafüred erőteljes fejlődésének köszönhetően a vasút 1929-ben világszínvonalú motorvonati szerelvényt szerzett be, és a vasútüzem vezetősége úgy döntött – mivel a vasúti személyszállítást engedélyező okirat kötelezte is erre – hogy megindítja a poggyászforgalmat is. Bár a motorvonat rendelkezett harmadosztályú-poggyászkocsival (BDax 41) ez nem bizonyult elégnek, így az üzemvezetőség új, a motorvonat színvonalához méltó, külön gyártott poggyászkocsikat szerez be. Ezzel a vasút a budapesti O&K gyárat bízta meg. A korábban ismertetett truck-pár felhasználásával épült kocsi 1929-1930-ban készült. 1-1 fékezőállással rendelkező forgóvázra építették a poggyászszállító "dobozokat" 251 és 252 pályaszámmal. A kocsik fehér-zöld színezésben pompáznak, deszkából vannak ácsolva, a szállítmányt hajlított lemez védte az időjárás viszontagságaitól. a két kocsi ugyanazon tervek alapján készült, oldalukon nagy, kétszárnyú ajtók biztosítják a kocsi teljes átláthatóságát. Apró fa szerkezetét szegcselt lemezek tartják egyben. A kocsik önsúlya egyenként 4500 kg, vasút-technikailag teljesen egyediek, a 20-as évek fényűzését tükrözik. Hivatásforgalomban egészen az 1980-as évekig voltak, ezután kivonták őket a forgalomból, a 251-es felújított állapotban Garadnára került a járműskanzenbe 2004-ben, ahol 2010-ig maradt. Ezt követően a majláthi telephelyre került. A 251-es kocsi sokáig a motorszín mögött állt, leromlott állapotban. A 252-es kocsi valószínűleg a kocsiszín valamely vágányának végében áll. Az elmúlt években a 251-es kocsit sikerült gyártáskori állapotát idézően felújítani, azóta rendszeresen vesz részt különvonatokban és egyéb rendezvényeken.
A következő táblázatban található a korábbiakban részletezett kocsik pontos pályaszáma, darabszáma, típusa stb. összegezve.
| Típus                                           | Eredeti darabszám | Eredeti pályaszámok | Jelenlegi darabszám | Pályaszámok                                                            | Gyártási év | Gyártási hely             | Státusz |
| ----------------------------------------------- | ----------------- | --- | ------------------- | ---------------------------------------------------------------------- | ----------- | ------------------------- | --- |
| Jah                                             | 33                | 201,202,203,204,205,206,207 208,209,210,211,212,213,3608 3630,3631,3632,3633,3638 3642,3643,3644,3647,3682 3745,3842,3910,3911,3912 3913, 3916, 3918, 3933 | 16                  | 201,202,203,204,205,206,207,208,210,212, 3642,3643,3644,3911,3912,3918 | 1960        | MÁV Székesfehérvári Jjü.  | néhány darab PFT szolgálatban, legtöbbjük üzemképtelen/alkatrész 4 darabra épültek 1979-ben a "nagy MÁV-ok"                                                                           |
| Uba 51000 sor. önürítős billentős kocsi         | 2                 | 51040,51042 | 2                   | 40,42                                                                  | 1961        | MÁV Székesfehérvári Jjü.  | a vasúthoz kerültek Nyíregyházáról 2002-ben, PFT forgalomban |
| Truck-pár forgóvázra házilag épített pőrekocsi  | 23                | 51,52,53,54,56,57,60,61,65 67,68,69,71,72,73,74,78 80,82,83,84,111,119                                                                                     | 5                   | 53,71,72,111,119                                                       | 1921 ?      | LÁEV                      | Legelső személykocsiként üzemelt 4db 1923-1925, padokkal felszerelve később: Kis MÁV. 1960's: héhány oldalfalat kapott kőszállításhoz 111: permetezőkocsi 53: darus, billencses kocsi |
| Forgóvillás rönkszállító "Truck-pár"            | 3 pár             | 8,11,17 | 1                   | 8                                                                      | 1920 ?      | O&K Budapest R&K Budapest | üzemen kívül/különvonatokban |
| Fedett teherkocsi                               | 3                 | Gr 501, Gr 502, Gr 503 | 1                   | Gr 503                                                                 | 192?        | LÁEV                      | PFT szolgálatban, különvonatokban |
| O&K poggyászkocsi (Truck pár egyik forgóvázára) | 2                 | 251,252 | 2                   | 251,252                                                                | 1929        | O&K Budapest              | 251: különvonatokban felújított állapotban üzemel 252: forgalomból kivonva |
| 2 tengelyes kis szervízkocsi, műhelykocsi       | 1                 | - | 1                   | -                                                                      | ?           | LÁEV                      | csak műhelybeli használatra |

## Jelenlegi állapotok

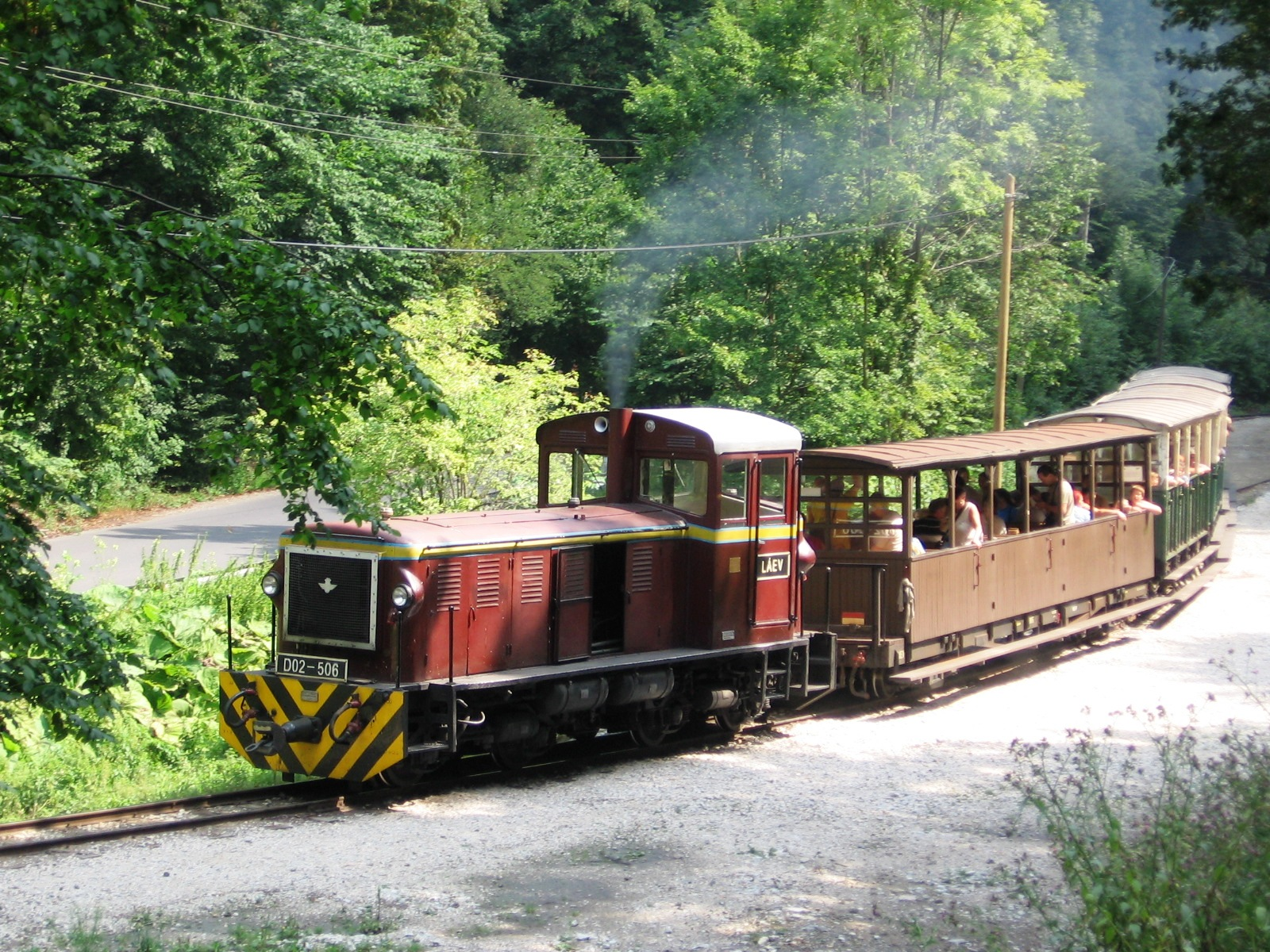
Egy átlagos szerelvény egy szép nyári napon: egy Mk48 dízelmozdony, egy Nagy MÁV- és négy Diamond kocsi

A fővonalon a szerelvényeket főleg Mk48 típusú mozdonyok vontatták, a kisebb dízelmozdonyok csak pályafenntartó- és különvonatoknál láthatóak. Az Mk48-asok nyáron Garadna felé hosszabbik végükkel, Miskolc felé pedig a rövidebbik végükkel előre haladnak. Erre ezért van szükség, mert a hűtő is a hosszabbik végükön van, így a melegebb időben a hosszabb szerelvények vontatásánál a felfelé tartó szerelvényeknél szükség van a hűtő minél jobb teljesítményére. Azonban a kisebb forgalmú és hűvösebb napokban, amikor nincs annyira nagy szükség a hűtő maximális teljesítményére megfordítják a mozdonyokat, így garantálják a kerékabroncsok egyenletes kopását.
Ezt a Lillafüreden található deltavágányban teszik meg. Gyakran, általában évente megfordítják a kocsikat is, ugyanezzel a céllal.
A szerelvény összeállítás nincs előre beosztva, az, hogy melyik mozdony fogja vontatni a szerelvényt főleg attól függ, hogy aznap éppen melyik mozdonyvezetőt hívják be dolgozni, ugyanis minden járművezetőhöz tartozik egy Mk48-as mozdony, melyet a meghibásodások kivételével ő szokott vezetni.
A személykocsikat az időjárástól és a várható forgalomtól függően állítják össze.
Jelenleg a következő járművek vesznek részt a forgalomban:
| - 4 db dízel-hidraulikus Mk48 - 1 db dízel-villamoshibrid Mk48 - 2 db C–50 - 1 db B–26 |  | Vontató járművek   |
| - 12 db nyitott személykocsi - 4 db kisebb zárt személykocsi - 4 db nagyobb zárt személykocsi - 1 db fedett teherkocsi - 2 db poggyászkocsi - 2 db Uba önürítős kocsi - 22 nyitott teherkocsi |  | Vontatott járművek |